# Câmera
Desde o topo e à esquerda: Polaroid P, Holga, Yashica A, Contax T, Sony Cybershot DSC-N2, Gowland Pocket View, Mamiya Universal Press, Minolta Pocket Autopak 460, Leica IIIf, Rollei 35, Nikon F2, Canon 5D, Fuji Instax Mini 8, Zenza Bronica e Voigtlander Bessa I.

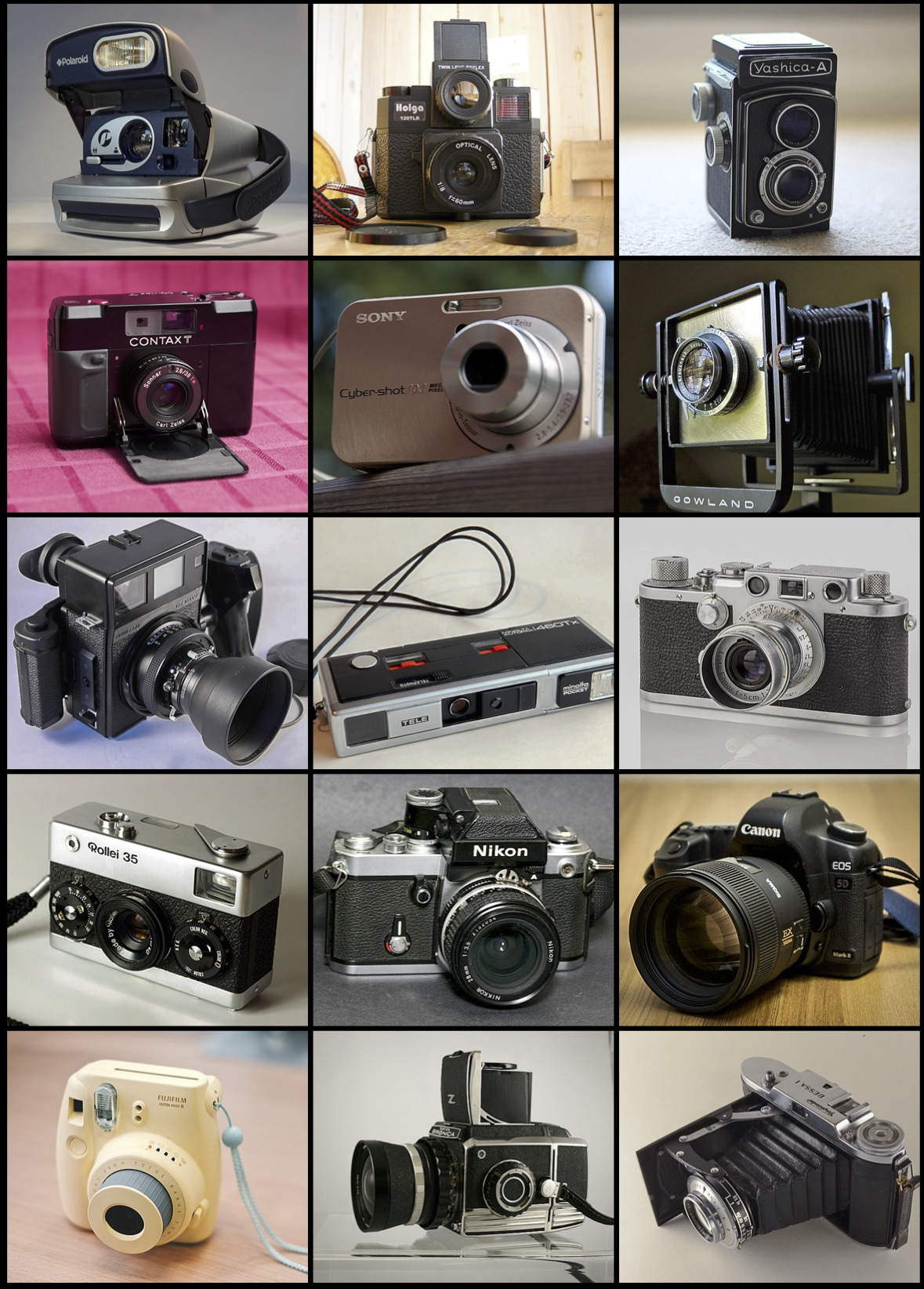
Câmeras fotográficas de várias marcas e modelos.Desde o topo e à esquerda: Polaroid P, Holga, Yashica A, Contax T, Sony Cybershot DSC-N2, Gowland Pocket View, Mamiya Universal Press, Minolta Pocket Autopak 460, Leica IIIf, Rollei 35, Nikon F2, Canon 5D, Fuji Instax Mini 8, Zenza Bronica e Voigtlander Bessa I.

A câmera fotográfica(pt-BR) ou câmara fotográfica(pt-PT?), ou simplesmente câmera ou câmara, é um instrumento óptico para captação de imagens na forma de fotografias individuais; capta informações visuais de elementos externos sem ter contato físico com eles e, que podem ser registrados sobre uma superfície plana, é tecnicamente um dispositivo de sensoriamento remoto. que são armazenadas localmente e/ou transmitidas para outro local.
A palavra câmera vem de camera obscura, latim para câmera escura, um dispositivo originalmente usado para projetar uma imagem sobre uma superfície plana. Tendo evoluído desse aparato, mesmo os equipamentos modernos mais sofisticados guardam o seu princípio fundamental: uma caixa à prova de luz com um orifício em um dos lados. Semelhantemente ao funcionamento do olho humano, por esse orifício penetram raios de luz e outras porções de espectro eletromagnético, registrados em um filme fotográfico ou por um sensor de imagem. Além disso, tipicamente câmeras contam com objetivas, obturadores e diafragmas, que controlam a quantidade de luz recebida; um sistema de foco, que permite ajustar a distância entre a objetiva e o filme ou sensor; e um visor, que auxilia na composição da cena que se quer fotografar.

## Evolução

### Origens
A precursora da câmera moderna é a câmera escura, cujo principio de funcionamento é fenômeno ótico que ocorre quando a luz de uma cena é captada por um pequeno orifício numa tela ou parede e projetada em outra tela ou parede paralela e oposta ao orifício, resultando na visualização sobre essa superfície da mesma cena invertida (esquerda para a direita e de cabeça para baixo). O registro mais antigo desse princípio é uma descrição feita pelo filósofo chinês Mozi (cerca de 470-391 a.C.), que concluiu corretamente que na câmera escura a imagem é projetada invertida como resultado do trajeto em linha reta que a luz percorre desde a sua fonte. Algumas décadas mais tarde, o grego Aristóteles (ou eventualmente um dos seus alunos) fez apontamentos a respeito do mesmo princípio. No seu tratado sobre ótica, Euclides pressupõe igualmente a câmera escura como uma demonstração de que a luz viaja em linha reta.

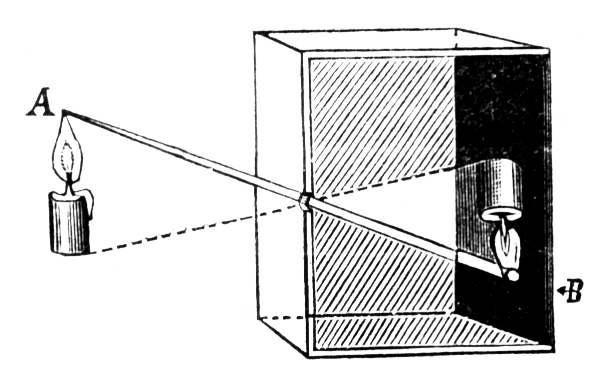
Principio de funcionamento de uma câmera escura.

Provavelmente em 1021, o físico árabe Ibn al-Haytham, conhecido como Alhazen, escreveu o influente Livro de Óptica, que inclui experimentos com luz e descreve em maior detalhe uma câmera escura. Por traduções latinas, seus escritos no campo da ótica tornaram-se muito influentes na Europa, inspirando pessoas como Roger Bacon, Leonardo Da Vinci, René Descartes e Johannes Kepler. Perto de 1558 as descrições de Alhazen foram estudadas pelo acadêmico italiano Giambattista della Porta, que baseado nas primeiras experimentações com uma lente, por Girolamo Cardano, propôs a adição de lentes à câmera escura visando focalizar mais claramente as imagens projetadas.
A partir dessa época, tal qual mais tarde ocorreria com a câmera lúcida, o uso de câmeras escuras, ou mais comumente salas escuras com um furo na parede, difunde-se sobretudo como auxílio para pinturas e desenhos, e existem evidências de que um número de mestres da pintura, notadamente Vermeer, tenham utilizado esse dispositivo. A partir do século XVII câmeras escuras foram adaptadas na forma de tendas e caixas, que podiam ser transportadas e utilizadas numa variedade de ambientes, e existem registros de que o próprio Kepler utilizou uma delas.

### O processo fotográfico
Paralelamente ao desenvolvimento das próprias câmeras, por centenas de anos se sabia que algumas substâncias escurecem quando expostas à luz solar. Em uma série de experimentos publicado em 1727, o cientista alemão Johann Heinrich Schulze demonstrou que o escurecimento de sais de prata é resultado da ação da luz apenas, e não do calor ou da exposição ao ar, tal qual se acreditava à época. Meio século depois, o químico sueco Carl Wilhelm Scheele demonstrou que o cloreto de prata é especialmente suscetível ao escurecimento pela exposição à luz, e que uma vez escurecido ele torna-se insolúvel em soluções de amoníaco. A primeira pessoa a usar a química para criar imagens foi Thomas Wedgwood, que para criar imagens adicionava objetos, como folhas e asas de insetos, a vasos de cerâmica revestidos com nitrato de prata que eram então expostos à luz. Contudo, essas imagens não eram permanentes, pois Wedgwood não foi capaz de desenvolver um mecanismo para fixação das mesmas.

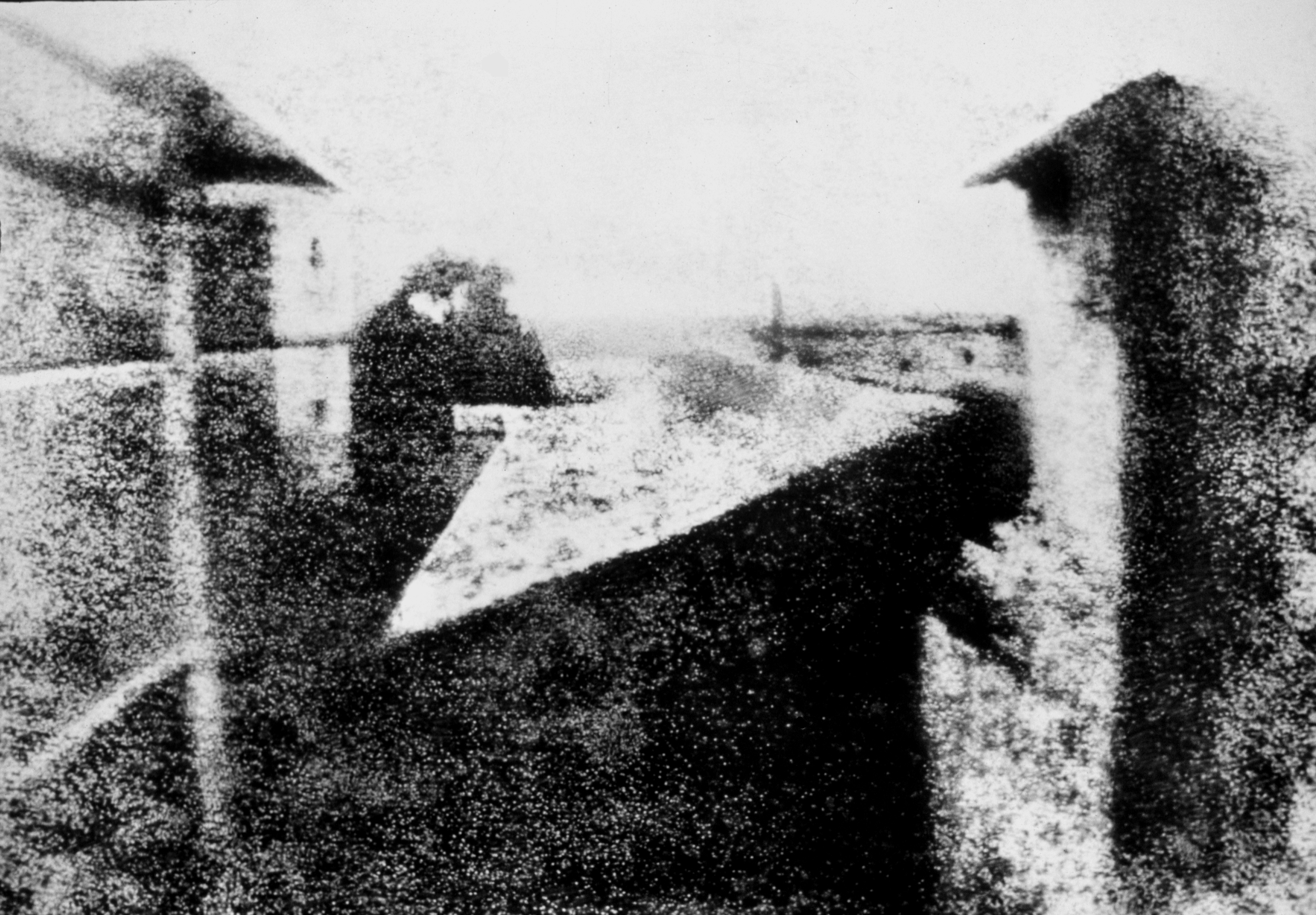
Vista da Janela em Le Gras: a primeira fotografia feita por Nicéphore Niépce em 1827.

A primeira imagem permanente realizada com uma câmera foi feita em 1827 por Joseph Nicéphore Niépce, e mostra a cena vista da janela de sua casa em Le Gras. Usando uma câmera escura feita por Charles e Vincent Chevalier de Paris, desde 1816 Niépce vinha experimentando com formas de corrigir e fixar as imagens de uma câmera escura. Para produzir sua primeira fotografia, Niépce submeteu uma placa de estanho revestida com betume a uma exposição de oito horas, e em referência à luz solar batizou o seu processo heliografia. Nos anos seguintes Niépce correspondeu-se com o inventor Louis Jacques Mandé Daguerre, com quem estabeleceu uma parceria visando melhorar o processo da heliografia. Niépce realizou experimentos com outros produtos químicos, que lhe permitiram acentuar o contraste de seus heliógrafos. Daguerre contribuiu com um design melhorado de câmera escura, mas a parceria encerrou-se com o falecimento de Niépce em 1833. Alguns anos depois, Daguerre teve sucesso no desenvolvimento de uma imagem bem focalizada e de alto contraste, ao projetar imagens sobre uma placa revestida com iodeto de prata, que era então exposta ao vapor de mercúrio e finalmente corrigida com uma solução de sal comum. Reconhecendo o potencial comercial desse novo processo, que chamou daguerreótipo, Daguerre buscou o apoio de François Arago, secretário da Academia Francesa de Ciências e membro do parlamento francês. Interessado, Arago que propôs uma lei - na sequência efetivamente aprovada - outorgando uma pensão a Daguerre e ao filho de Niépce, Isidore, em troca da divulgação dos detalhes do processo do daguerreótipo, para que "a França possa nobremente dar ao mundo essa descoberta que muito poderá contribuir para o progresso da arte e da ciência". Essa tecnologia se tornaria extremamente popular nos anos seguintes.
Paralelamente, na década de 1830 o cientista britânico William Henry Fox Talbot inventou um processo usando sais de prata para fixar imagens. Embora convencido de que Daguerre tinha se antecipado a ele na invenção da fotografia, em 31 de janeiro de 1839 submeteu à Royal Institution um panfleto intitulado Alguns informes sobre a arte do desenho fotogênico (no original, Some Account of the Art of Photogenic Drawing), que é a primeira descrição publicada de um processo fotográfico. Dentro pouco tempo, Talbot desenvolveu um processo em dois passos para a criação de fotografias em papel, que chamou calótipo. Esse foi o primeiro processo a utilizar impressões negativas e que invertem todos os valores na fotografia: preto mostra-se como branco e vice-versa. Esse processo trouxe avanços, pois em princípio negativos permitem a produção de um número ilimitado de duplicatas positivas, que também podem ser alteradas por meio de retoque. Calótipos nunca foram tão amplamente utilizados como os daguerreótipos, devido principalmente ao fato de que este último produz detalhes mais nítidos. No entanto, daguerreótipos só produzem uma impressão positiva direta que não pode ser duplicada ou modificada, e ao longo do tempo seriam abandonados em detrimento do processo em duas etapas dos calótipos, que constitui a base da fotografia e do cinema do século XX.

### Da câmera escura à câmera moderna

George Eastman, pioneiro do filme fotográfico. A popularização dessa mídia teve grande influência sobre o desenvolvimento das câmeras modernas.

A primeira câmera fotográfica desenvolvida para produção comercial, construída por Alphonse Giroux, um parente de Daguerre, foi lançada em 1839 e era destinada à produção de daguerreótipos. Giroux assinou um contrato com Daguerre e Isidore Niépce para produzir as câmeras na França, e cada dispositivo e acessórios custava 400 francos, o equivalente a um ano de salário de um trabalhador médio. Essa câmera consistia numa dupla caixa de madeira com uma lente montada na caixa exterior e um suporte na caixa interna, no qual se acoplava um vidro fosco emoldurado que funcionava como tela de focagem. Deslizando a caixa interna, objetos a várias distâncias poderiam ser mais ou menos focalizados. Após compor a imagem desejada, o vidro fosco era substituído por uma placa sensibilizada com produtos químicos. Uma roda estriada na aba da lente funcionava como obturador e era controlada manualmente. As câmeras daguerreótipo necessitavam de longos tempos de exposição, que iam de 5 a 30 minutos, e, portanto algumas variações de tempo eram toleradas.
Graça a melhorias nos processos químicos e no desenho das lentes, por volta de 1840 os tempos de exposição foram reduzidos a apenas alguns segundos. Daguerreotipistas americanos lançaram placas produzidas em massa e em tamanhos padronizados, que se tornaram padrões internacionais: placa inteira (6,5 x 8,5 polegadas), placa de três quartos (5,5 x 7 1/8 polegadas), meia placa (4,5 x 5,5 polegadas), placa de um quarto (3,25 x 25,04 polegadas), placa de um sexto (2,75 x 3,25 polegadas), e placa de um nono (2 x 2,5 polegadas). Placas maiores e menores também continuaram a ser produzidas, embora em menor escala.
Durante a década de 1860 o processo de placas de colódio úmido substituiu gradualmente o daguerreótipo, graças principalmente ao seu menor tempo de exposição. Esse processo requeria que os fotógrafos revestissem e sensibilizassem placas de vidro ou de ferro finos pouco antes da utilização, e as expusesse enquanto ainda molhadas. Gradualmente foram aparecendo projetos mais sofisticados de câmeras, e o modelo Dubroni n. 1, de 1864, permitiu pela primeira vez a sensibilização das placas no interior da própria câmera, eliminando a necessidade de uma câmera escura em separado. Outras câmeras surgiram, equipadas com múltiplas lentes para fotografar vários pequenos retratos em uma única placa maior, e que permitiam ao fotógrafo aumentar grandemente sua produtividade e reduzir seu custo de trabalho. Foi durante a época de popularidade da placa molhada de colódio que se difundiu o uso de foles no mecanismo de foco das câmeras, que ao aposentar a caixa interna das câmeras permitia torná-las menores e leves.
Por muitos anos, os tempos de exposição bastante longos permitiam ao fotógrafo contar o tempo de exposição em minutos e segundos e controlar a exposição com o simples desacoplar ou acoplar da tampa da lente. Com o surgimento de materiais fotográficos mais sensíveis, novos modelos de câmeras passaram a incorporar mecanismos de obturador mecânico, que permitem expor por frações de tempo muito mais curtas e com grande ganho de precisão.
O uso de filme fotográfico foi iniciado por George Eastman, que em 1885 iniciou a fabricação de películas em papel, antes de mudar para um suporte de celulóide em 1889. Sua primeira câmera, que batizou de Kodak, foi colocada à venda em 1888 com o slogan "você pressiona o botão - nós fazemos o resto" (you press the button - we do the rest). Essa, era composta por uma caixa simples com uma lente de foco fixo e obturador de velocidade única, mas seu preço relativamente alto restringiu seu público às camadas mais afluentes. Cada uma das câmeras Kodak vinha pré-carregada com filme suficiente para 100 exposições e precisava ser enviada de volta para a fábrica para revelação e recarga.

### Da animação ao filme
A cinematografia vinha se desenvolvendo desde pelo menos os anos 1830, quando imagens em movimento em baterias e discos rotativos foram produzidas independentemente por Simon von Stampfer (estroboscópio) na Áustria, Joseph Plateau (fenacistoscópio) na Bélgica, e William George Horner (zootropo) no Reino Unido.
Em 19 de junho de 1878, Eadweard Muybridge fotografou com sucesso um cavalo em movimento rápido, com o auxílio de uma série de 12 câmeras dispostas ao longo de uma pista paralela àquela em que corria o cavalo. As imagens, tomadas com espaços de tempo de frações de segundo entre si, permitiram a sua posterior animação. Alguns anos mais tarde, em 1882, o cientista francês Etienne-Jules Marey inventou um dispositivo que chamou de fuzil fotográfico, capaz de captar 12 quadros de imagens consecutivas por segundo e que criava pela primeira vez a possibilidade de fotografar a uma velocidade suficientemente grande para a animação das imagens. A isso sucedeu-se o desenvolvimento de filmes fotográficos, que permitiram ao operador gravar uma diversidade de imagens tomadas na sequência e a intervalos regulares. O filme experimental Roundhay Garden Scene, gravado em película de papel por Louis Le Prince em 14 de outubro 1888, é o mais antigo a ter sido preservado.

### Era digital
Até o final do século XX o filme fotográfico foi a mídia primária para câmeras fotográficas e de vídeo, mas, embora a sua utilização ainda ocorra em certos nichos, sua dominância foi interrompida pela emergência de câmeras digitais, que utilizam um sensor de imagem para captar imagens, convertendo-as em sinais elétricos que podem ser armazenados, exibidas em uma tela e impressas.
Câmeras digitais e analógicas compartilham a maioria das suas características e componentes, e a principal diferença entre ambas é que na câmera digital o filme dá lugar a um sensor de imagem. Além disso, normalmente câmeras digitais são capazes de exibir imagens em uma tela imediatamente após serem gravadas e permitem apagar imagens gravadas em sua memória. Câmeras digitais mais avançadas frequentemente incluem outras funcionalidades como produção de fotografias em high dynamic range (HDR), junção de múltiplas imagens (photo stitching), múltiplas capturas por segundo e outros.
A primeira câmera a usar um sensor digital para capturar e armazenar imagens foi desenvolvida pelo engenheiro da Kodak Steven Sasson em 1975. Ele usou um dispositivo de carga acoplada (CCD) fornecido pela Fairchild Semiconductor, que possibilitou captar imagens com apenas 0,01 megapixels de resolução. Sasson combinou o dispositivo CCD com peças de uma câmera de filme e outros dispositivos que lhe permitiram salvar as imagens em preto e branco captadas em uma fita cassete. As imagens foram então visualizadas em um televisor. Em 1986, a empresa japonesa Nikon apresentou durante a Photokina o primeiro protótipo de uma câmera reflex monobjetiva digital, a Nikon SVC.
Desde o início dos anos 2000 a maioria das câmeras vendidas é digital, e equipamentos desse tipo são incorporados em uma variedade de dispositivos que vão desde telefones celulares a veículos.

## Componentes típicos
Embora o conceito e a funcionalidade de alguns componentes possam variar entre as diferentes gamas, marcas e categorias de câmeras, os seguintes componentes estão presentes na vasta maioria dos equipamentos:

Ilustração de uma câmera SLR que mostra os componentes típicos de uma câmera: 1. Elementos frontais da objetiva; 2. Elementos intermediários da objetiva; 3. Diafragma; 4. Obturador; 5. Filme ou sensor; 6. Cinta de fixação; 7. Disparador; 8. Comando do aparelho; 9. Contador de quadros; 10. Visor; 11. Sapata de flash; 12. Dispositivo de focagem; 13. Pentaprisma; 14. Espelho de reflexo.

1. Elementos frontais: Os elementos frontais e intermediários são parte da objetiva.[81] Embora comumente referida como lente, tecnicamente esta refere-se a cada componente ou elemento da objetiva.[82] Os elementos frontais de objetivas contemporâneas frequentemente recebem um tratamento - que pode ser visto por seu tom azulado ou amarela - que lhe dá maior durabilidade e a capacidade de diminuir reflexos e consequentemente aberrações óticas.[83] Além disso, objetivas com zoom utilizam-se da movimentação dos elementos frontais para controlar a distância focal do conjunto.[84]
2. Elementos intermediários: Com os elementos frontais, os elementos intermediários da objetiva visam focalizar principalmente a luz à altura do plano de foco, em que se encontra o filme ou sensor.[82] A luz viaja em velocidades distintas em meios distintos, e diferentes espectros de luz viajam em velocidades distintas quando penetram as lentes.[85] Par, objetivas para evitar aberrações óticas causadas por esses fenômenos, objetivas empregam um número variado de lentes de diferentes materiais e propriedades, que são combinadas.[85]
3. Diafragma: O diafragma regula o diâmetro do orifício através do qual a luz penetra a câmera, e, portanto, é determinante relativamente à quantidade de luz admitida.[86] É composto por um conjunto de finas lâminas justapostas que normalmente se localizam dentro da objetiva, e frequentemente um anel ao redor da objetiva permite que se mova essas pás, regulando a quantidade de luz admitida.[87] Essa quantidade de luz é indicada pelo chamado número f ou f-stop, uma numeração universal (normalmente 1.4, 2, 2.8, 4, 5.6, 8, 11, 16, 22, 32, 45, 64 e assim por diante) que é inversamente proporcional à quantidade de luz admitida pelo diafragma.[88]
4. Obturador: O obturador (no caso da imagem deste artigo, um obturador de plano focal) consiste em um dispositivo que abre e fecha de acordo com uma regulação de tempo, controlando o intervalo de tempo de exposição do filme à luz.[86][89] O tempo de abertura do obturador é geralmente expresso em frações de segundo (por exemplo, 1/125, que é a menor fração de tempo que alguns fotógrafos recomendam para fotografias feitas com a câmera em mãos e sem o auxílio de um tripé).[90] Com o diafragma, o obturador é determinante para a quantidade de luz admitida pela câmera e a que o filme ou sensor é exposto.[91]
5. Mídia: O filme fotográfico ou sensor de imagem são substratos sobre o qual a luz é exposta.[92] Como tal, são responsáveis por registrar a imagem recebida, armazenando-a na sua superfície (por processos fotoquímicos, no caso dos filmes)[93] ou em outros componentes (por meio de processos eletrônicos, no caso de sensores).[94] A sensibilidade do sensor ou do filme é variável e expressa normalmente na escala ISO (embora as escalas ASA e DIN tenham sido populares no passado).[91]
6. Cinta de fixação: A cintura que permite ao operador manter o equipamento preso ao seu corpo e acessá-lo com rapidez.[95]
7. Disparador ou gatilho: O botão ou manivela que permite ao operador disparar a câmera e realizar uma fotografia.[96]
8. Comando do aparelho: Frequentemente câmeras possuem uma variedade de modos de exposição pré-configurados para situações específicas, como atividades esportivas, cenas ao ar livre, cenas noturnas e outras.[97] O comando do aparelho permite ao usuário escolher uma dessas opções ou, no caso de câmeras mais avançadas, também modos de operação manual que permitem maior controle sobre as variáveis do processo fotográfico.[98] Tipicamente, em câmeras SLR as opções disponíveis incluem: Caixa verde: modo automático; P: modo de programa ou semiautomático; Tv: modo de prioridade do obturador (o fotógrafo determina o tempo do obturador e a câmera regula automaticamente o restante); Av: modo de prioridade de abertura (o fotógrafo determina a abertura do diafragma e a câmera regula automaticamente o restante); M: modo manual; B: modo de sincronização com dispositivo exterior de flash.[98]
9. Contador de quadros: O contador de quadros é um dispositivo que permite a uma câmera fotográfica indicar o número de fotografias já realizadas ou ainda não realizadas em um filme fotográfico que se encontra dentro da câmera.[99] Normalmente esse número é zerado a cada vez que se abre o compartimento de filme.[99]
10. Visor: Em câmeras SLR consiste em um visor ótico alimentado pela luz refletida no pentaprisma[82] e em câmeras de telêmetro e de visor paralelo em um visor ótico alimentado diretamente pela luz da cena.[100] Câmeras mirrorless, por sua vez, possuem um visor eletrônico,[101] e câmeras lambe-lambe e TLR não possuem um visor propriamente dito, pois utilizam o vidro de focagem como auxílio para composição da cena a ser fotografada.[102][103] No caso das câmeras SLR, permite visualizar exatamente a imagem que será fotografada, diferentemente de câmeras rangefinder, compactas e TLR, que mostram uma cena ligeiramente deslocada.[104] Câmeras digitais contemporâneas frequentemente possuem um visor adicional do tipo display de cristal líquido (LCD), que permite ao operador visualizar facilmente as imagens que serão e que já foram fotografadas.[105]
11. Sapata de flash: A sapata de flash, também chamada sapata quente ou hot shoe, permite acoplar um equipamento de flash à câmera e dispará-lo.[106] Contrapõe-se às chamadas sapatas frias, que permitem tão somente acoplar o flash à câmera, sendo o disparo desse equipamento normalmente feito por meio de um cabo acessório.[106]
12. Dispositivo de focagem: O dispositivo de focagem, via de regra um anel ao redor da objetiva,[107] permite mover os grupos de elementos desta e ajustar o foco da imagem projetada no filme ou sensor.[108] Câmeras contemporâneas contam frequentemente com componentes que lhe permitem focar automaticamente.[109]
13. Pentaprisma ou vidro de focagem: O pentaprisma ou, dependendo do tipo de câmera, o vidro de focagem, permitem ao operador da câmera visualizar e compor a cena que será fotografada ou filmada.[82][102] Vidros de focagem são mais simples e recebem a luz diretamente do espelho de reflexo.[102][110] Pentaprismas, por outro lado, são componentes sofisticados que fazem uso de espelhos para refletir e dirigir a luz em direção ao visor, corrigindo a cena que de outro modo seria exibida invertida.[82]
14. Espelho de reflexo: O espelho de reflexo é responsável por desviar a luz em direção ao pentarisma ou diretamente à tela de focagem, dependendo do tipo de câmera.[102][101] Em câmeras SLR o espelho desloca-se uma vez que o gatilho é disparado, para dar passagem à luz,[82] e por esse motivo a imagem enviada ao visor é interrompida durante a realização de uma fotografia.[104]

## Funcionamento

Funcionamento de uma câmera SLR: 1. Objetiva; 2. Espelho refletor; 3. Obturador; 4. Sensor; 5. Tela de focagem; 6. Lente condensadora; 7. Pentaprisma; 8. Visor.

Uma câmera fotográfica é um dispositivo ótico que registra uma única imagem de uma cena em um sensor eletrônico ou filme fotográfico. Embora inicialmente fossem projetadas para captar unicamente o espectro visível da luz, com o passar do tempo foram desenvolvidas câmeras que permitem captar outras porções do espectro eletromagnético, a exemplo das câmeras para infravermelho.
A ampla maioria das câmeras possuem a mesma conceção básica: Após a luz penetrar por uma objetiva (1), um mecanismo de diafragma controla o diâmetro do orifício por onde a luz deve passar e um mecanismo de obturador (3) controla o intervalo de tempo de entrada de luz na câmera. A combinação desses dois elementos determina a quantidade de luz recebida pelo sensor ou filme, e a combinação desses dois elementos com a sensibilidade do filme ou sensor (4) determina a exposição da imagem, que pode ser mais ou menos escura.
Além disso, a maioria das câmeras tem funções que permitem ao operador visualizar a cena a ser gravada, e essa funcionalidade permite-lhe escolher quais elementos estarão em foco ou desfocados, e ainda o enquadramento e composição da imagem que realizará. Em câmeras modernas isso é feito por meio de um sensor de imagem que alimenta diretamente o visor (8) ou por meio de um conjunto mecânico: um espelho móvel (2) direciona a luz para uma tela de focagem (5); os raios de luz são alinhados por uma lente condensadora (6); os raios de luz penetram em um pentaprisma (7); e esse dispositivo reflete a luz para o visor (8), invertendo a orientação da imagem. Conjuntos mecânicos deste tipo têm o inconveniente de serem menos silenciosos, pois a cada disparo o espelho refletor (2) é movimentado para dar passagem à luz e ocasiona um ruído característico. Por outro lado, eles têm a vantagem de permitir ao fotógrafo focar e disparar com maior precisão e agilidade.

## Classificação quanto ao formato do filme/sensor
De maneira geral, câmeras são classificadas quanto ao formato do filme que utilizam, e, no caso das câmeras digitais, isso leva em consideração o tamanho do seu sensor de imagem. Essa classificação estabelece três categorias, que correspondem a faixas de largura do filme utilizado. Câmeras de vídeo, em específico, também podem ser classificadas em função das diferentes larguras de filme de bitola cinematográfica: 8, 16, 35 e 70 mm.

### Pequeno formato

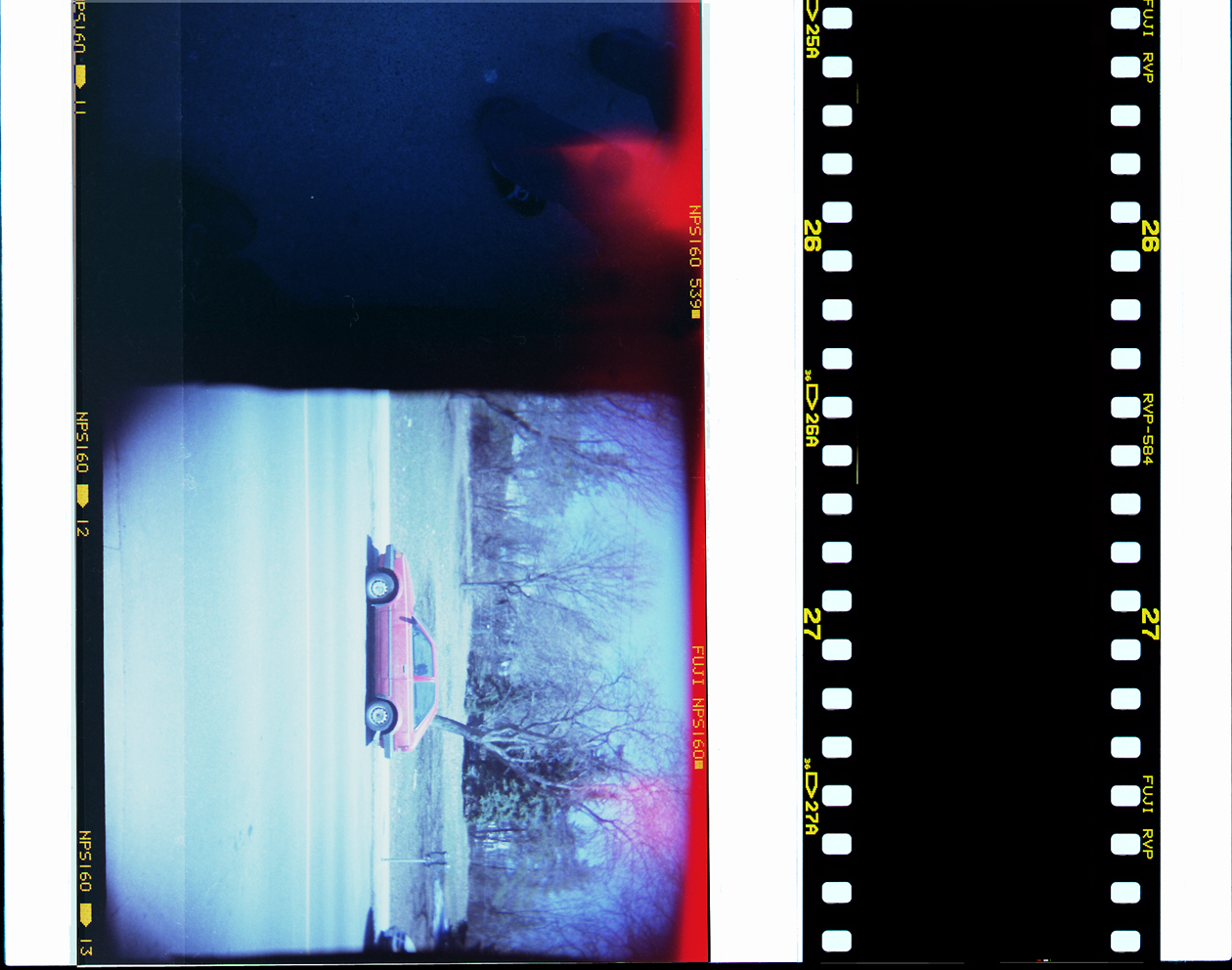
Comparação entre filmes de médio e pequeno formato.

Embora não exista um padrão oficial, costumeiramente são classificadas como de pequeno formato câmeras digitais e analógicas que gravam imagens em mídias iguais ou menores do que 24 × 36 mm, que é o tamanho de cada imagem de um filme de 35 mm e constitui um quadro inteiro ou full-frame. A maioria das câmeras produzidas e comercializadas desde os anos 1980 pertence a esta categoria, primeiro na forma de câmeras analógicas que utilizam filme de 35 mm, e posteriormente na forma de câmeras digitais. Mesmo algumas câmeras digitais utilizadas por profissionais possuem sensores menores do que 24 × 36 mm, e, para se ter uma ideia da dominância desse formato, da linha de câmeras comercializadas pela Canon em 2017 apenas três modelos principais, todos de topo-de-gama, são oferecidos com sensor de imagem full-frame.

### Médio formato
Geralmente são classificadas como de médio formato câmeras digitais e analógicas que gravam imagens em mídias maiores que 24 × 36 mm mas menores que 4 × 5 polegadas. O termo se aplica igualmente a câmeras analógicas que utilizam filme de médio formato e câmeras analógicas adaptadas para uso digital e câmeras digitais que usam sensores maiores que um quadro de filme de 35 mm. Câmeras digitais de formato médio constituem equipamentos particularmente caros, e custam tipicamente entre 6 mil (Mamiya 645DF+) e 36 mil dólares (Hasselblad H5D-50c).

### Grande formato
Grande formato refere-se a qualquer câmera que grave imagens em mídia igual ou maior do que 4 × 5 polegadas (102 × 127 mm). As câmeras de grande formato estão entre os primeiros dispositivos fotográficos criados, e as imagens produzidas por elas são maiores e melhores do que aquelas produzidas por câmeras de médio formato (em geral de 6 × 6 cm ou 6 × 9 cm), e muito maiores e melhores do que as produzidas por câmeras de pequeno formato. A principal vantagem do grande formato, seja em filme ou digital, é a maior resolução no mesmo tamanho de píxeis ou a mesma resolução com píxeis maiores.

## Categorias
Além da bitola do filme que utilizam, uma diversidade de características físicas das câmeras têm influenciado a sua classificação em categorias. Essas características incluem principalmente o tipo de dispositivo para visualização das imagens que serão captadas, mas também o sistema de objetivas (única ou gêmeas) e ainda o tipo de substrato para captação da imagem (digital ou filme), dentre outras.

### Câmara estenopeica oupinhole
Câmeras estenopeicas ou pinhole (literalmente, buraco de agulha) são as mais simples e aquelas em que o princípio fundamental da câmera escura é mais evidente. O termo pinhole descreve a ausência de uma objetiva nessas câmeras, que ao invés apresentam um pequeno orifício em um dos lados: a luz penetra através dele, projetando uma imagem invertida sobre o filme ou sensor.
Câmeras estenopeicas comercializadas podem apresentar funcionalidades como um suporte para filme, um obturador e até mesmo um visor. Dada a simplicidade desse equipamento, ele é frequentemente construído pelo próprio usuário e nesses casos podem consistir tão somente em uma caixa com orifício coberta internamente com um material fosco e preto.

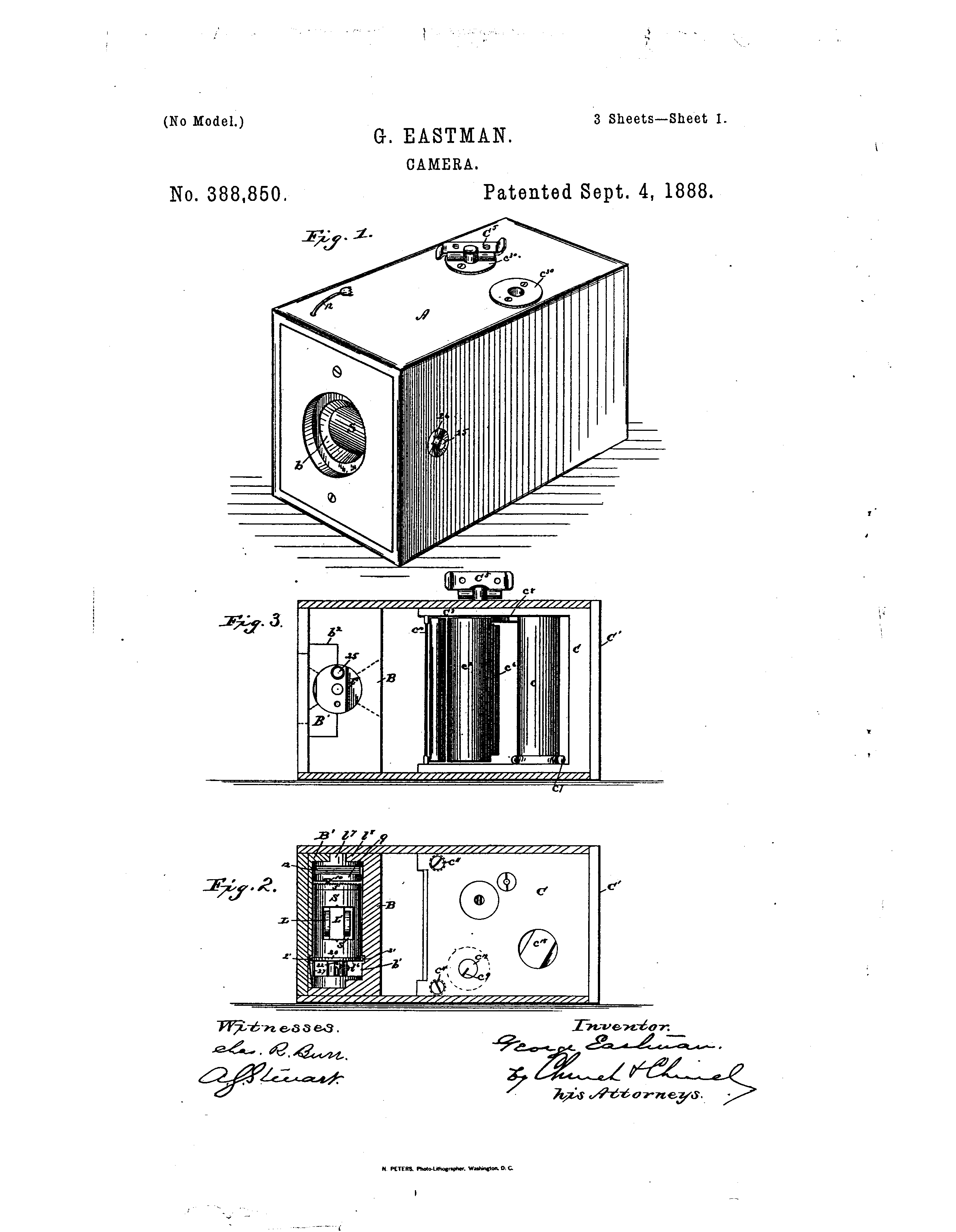
Patente da primeira câmera da Kodak, uma câmera-caixote.

### Câmera-caixote
Câmeras-caixote estão entre os primeiros modelos vendidos em larga escala para o público amador. Equipamentos mecanicamente simples, consistem normalmente em uma caixa com lente de foco fixo, um obturador simples e um diafragma com um ou poucos estágios. São câmeras sólidas e de fácil operação, e embora tecnologicamente tenham sido ultrapassadas rapidamente, a sua produção continuou até pelos meados dos anos 1950, principalmente na forma de pseudo-TLR, imitações das então populares câmeras reflex de objetivas gêmeas.

### Câmera compacta oupoint-and-shoot
Câmeras compactas são as mais comuns e amplamente distribuídas atualmente. Uma câmera é classificada compacta ou aponte-e-dispare (em referência à sua denominação em língua inglesa, point-and-shoot) quando é desenvolvida para operação simples, contando tipicamente com uma objetiva de foco fixo e modos de exposição pré-definidos. Por norma, a visualização da cena é feita por meio de um visor paralelo, e, portanto, essas câmeras também podem ser classificadas por esse critério. Como consequência dessa característica, essas câmeras apresentam paralaxe, fenômeno no qual a imagem visualizada pelo operador é ligeiramente deslocada em relação àquela efetivamente capturada pelo equipamento.

### Câmera de visor paralelo ouviewfinder
Uma câmera de visor paralelo é uma câmera equipada com dispositivo que permite ao utilizador visualizar aproximadamente a mesma cena que será capturada, auxiliando na composição da imagem final. Seu nome faz referência exatamente a essa característica: um visor com ângulo de visualização paralelo ao ângulo de captação da imagem. Enquanto outras câmeras permitem ao utilizador visualizar a mesma cena que será capturada ou ainda controlar visualmente o foco do aparelho, câmeras de visor paralelo somente fornecem ao operador um referencial para enquadramento da cena.

Inicialmente câmeras não contavam com dispositivos que permitiam ao operador compor a imagem, e a composição era um processo bastante aproximado. Com o passar do tempo acessórios foram integrados às câmeras, primeiro na forma de uma moldura externa (também chamada visor de esportes) e depois na forma de um visor incorporado à câmera ou viewfinder. Em todos esses casos o visor permanece independente do restante do funcionamento da câmera.

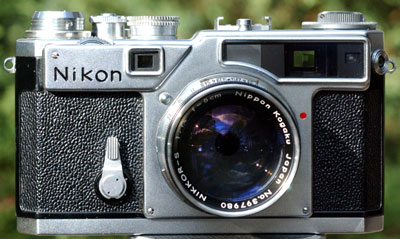
Câmera rangefinder Nikon. As duas janelas mais afastadas, na parte frontal, permitem calcular a distância e focar.

### Câmera de telêmetro ourangefinder
Uma câmera de telêmetro, também chamada rangefinder (que calcula distâncias) é uma câmera equipada com um telêmetro, um dispositivo que permite medir a distância entre a cena que se quer capturar e a câmera, e consequentemente focar essa cena com relativa precisão e agilidade. O telêmetro tipicamente utilizado em câmeras é do tipo split-image: um mecanismo que apresenta ao operador duas visualizações semelhantes de uma mesma cena, que ao serem sobrepostas permitem à câmera focalizar a cena.

Inicialmente o telêmetro consistia em um acessório externo e opcional, que normalmente era acoplado à sapata de flash e simplesmente fornecia ao operador um dado numérico (como a distância em metros) que era então informado manualmente no dispositivo de foco da câmera. Contudo, desde os anos 1950 câmeras comuns passaram a incorporar um mecanismo integrado que transmite automaticamente a informação do telêmetro ao dispositivo de foco, permitindo calcular a distância e focar em uma mesma operação. As câmeras de telêmetro ou rangefinder são sobretudo essas últimas, normalmente dotadas de duas ou três janelas frontais e um ou dois visores traseiros (ou seja, um único visor para composição e foco, ou visores independentes para foco e composição).

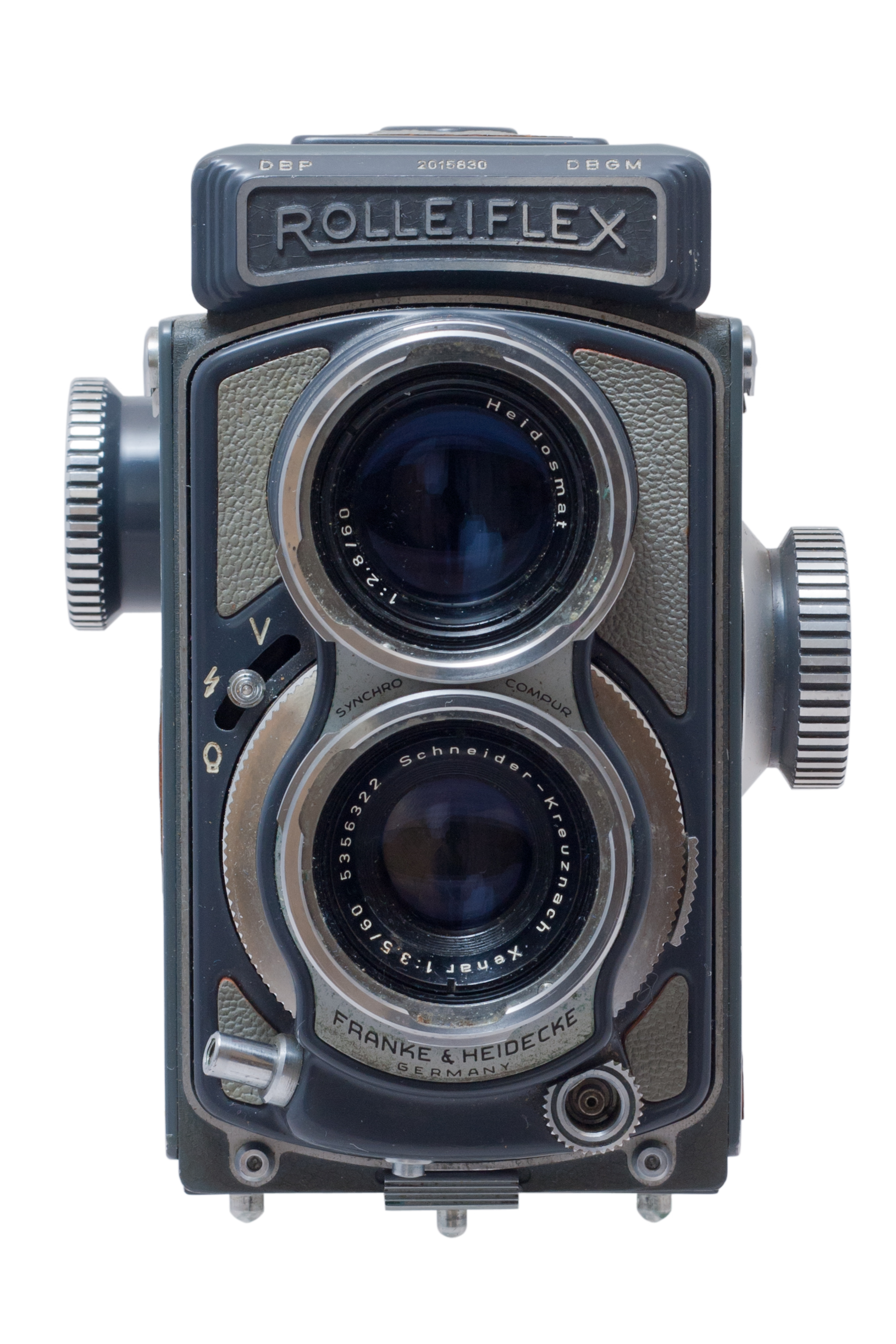
Câmera TLR da linha Rolleiflex. A lente superior permite visualizar a cena e a inferior projeta a luz sobre o filme.

### Câmerareflexde objetivas gêmeas ou TLR
Uma câmera reflex de objetivas gêmeas, também chamada TLR em referência ao seu nome em inglês (twin lens reflex), é um tipo de câmera com duas objetivas do mesmo comprimento focal, daí o seu nome fazer referência a objetivas gêmeas. Uma das lentes (dita de tomada) é responsável por receber a luz e direcioná-la ao filme ou sensor, enquanto a outra objetiva envia uma imagem semelhante ao vidro de focagem, por meio de um espelho refletor. Frequentemente operadas à altura da cintura, normalmente o vidro de foco é visto de cima.
Amplamente utilizadas por profissionais e amadores, praticamente todas as TLR produzidas são câmeras de filme, muitas delas usando filme 120. Isso decorre principalmente do fato de o auge das câmeras TLR ter terminado muito antes da era das câmeras digitais. Apesar da sua superação tecnológica, esse tipo de equipamento conta com os seus apreciadores, e a linha de TLR Rolleiflex continuou em produção até o início do século XXI.

### Câmerareflexmonobjetiva ou SLR

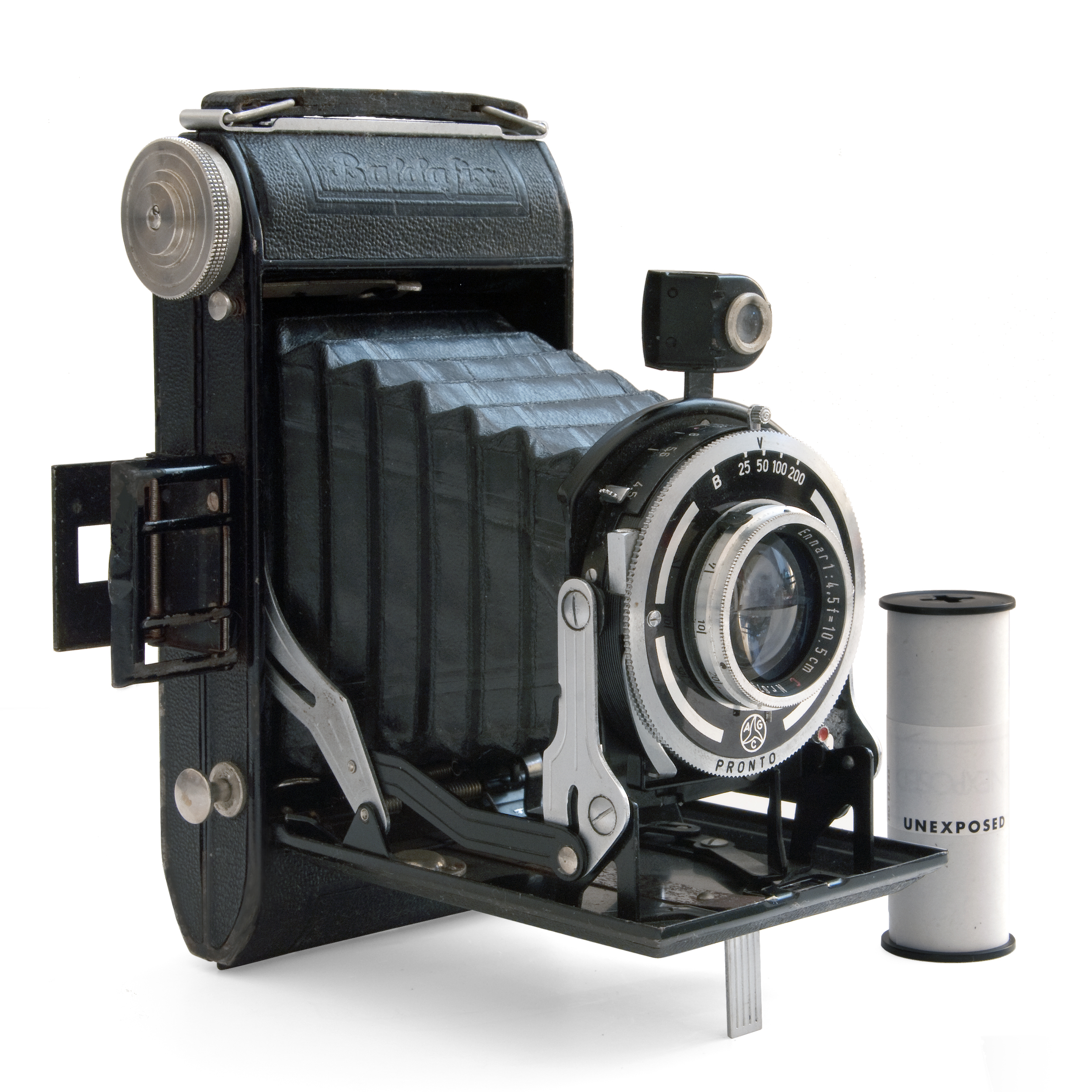
Câmera de fole Baldafix. Seu dispositivo retrátil também é chamado sanfona.

Contemporaneamente, as câmeras reflex monobjetivas, também referidas pela sigla SLR em referência ao seu nome em inglês (single lens reflex), são as mais amplamente utilizadas por profissionais e amadores especializados. Embora a ampla maioria das câmeras SLR fabricadas e comercializadas sejam modelos simples e com poucos recursos, no imaginário do grande público esse tipo de câmera está associado com fotógrafos profissionais, daí serem assim denominadas popularmente. As principais características que diferencia as câmeras reflex monobjetivas de outros tipos de equipamentos são a utilização de um espelho refletor para direcionar a luz ao visor ou pentaprisma (reflex), a utilização de uma única objetiva para captação da luz e visualização da cena (monobjetiva), e o uso de objetivas intercambiáveis. Isso implica que no momento de capturar uma imagem o espelho refletor deve deslocar para dar passagem à luz, produzindo um som característico. As câmeras SLR surgiram no final nos anos 1940 e nas décadas seguintes conquistaram parte significativa do mercado, tornando-se o padrão entre profissionais e as preferidas de amadores devido principalmente à incorporação de tecnologias que tornavam a sua operação mais versátil em comparação com outros tipos de câmeras, como objetivas intercambiáveis.

### Câmera de fole oufolding
Uma câmera de fole ou, por analogia, câmera-sanfona, é uma câmera de pequeno ou médio formato que apresenta um fole conectando o corpo da câmera e a objetiva. Embora a presença de um fole em uma câmera possa ter como finalidade permitir focar objetos muito próximos e utilizar técnicas fotográficas avançadas, as chamadas câmeras de fole caracterizam-se principalmente pelo uso de fole com o intuito de permitir dobrar a câmera e reduzir consequentemente o seu tamanho para armazenamento e transporte. Seu nome nos países anglófonos, folding (dobrável), reflete exatamente essa sua característica. Embora câmeras da categoria view também possuam um fole, essas se distinguem das câmeras folding pelo uso de filmes e placas de grande formato, por sua construção e pelo uso do fole para realização de técnicas fotográficas complexas. Essas câmeras tiveram o seu pico de popularidade entre os primeiros anos do século XX e a década de 1950.

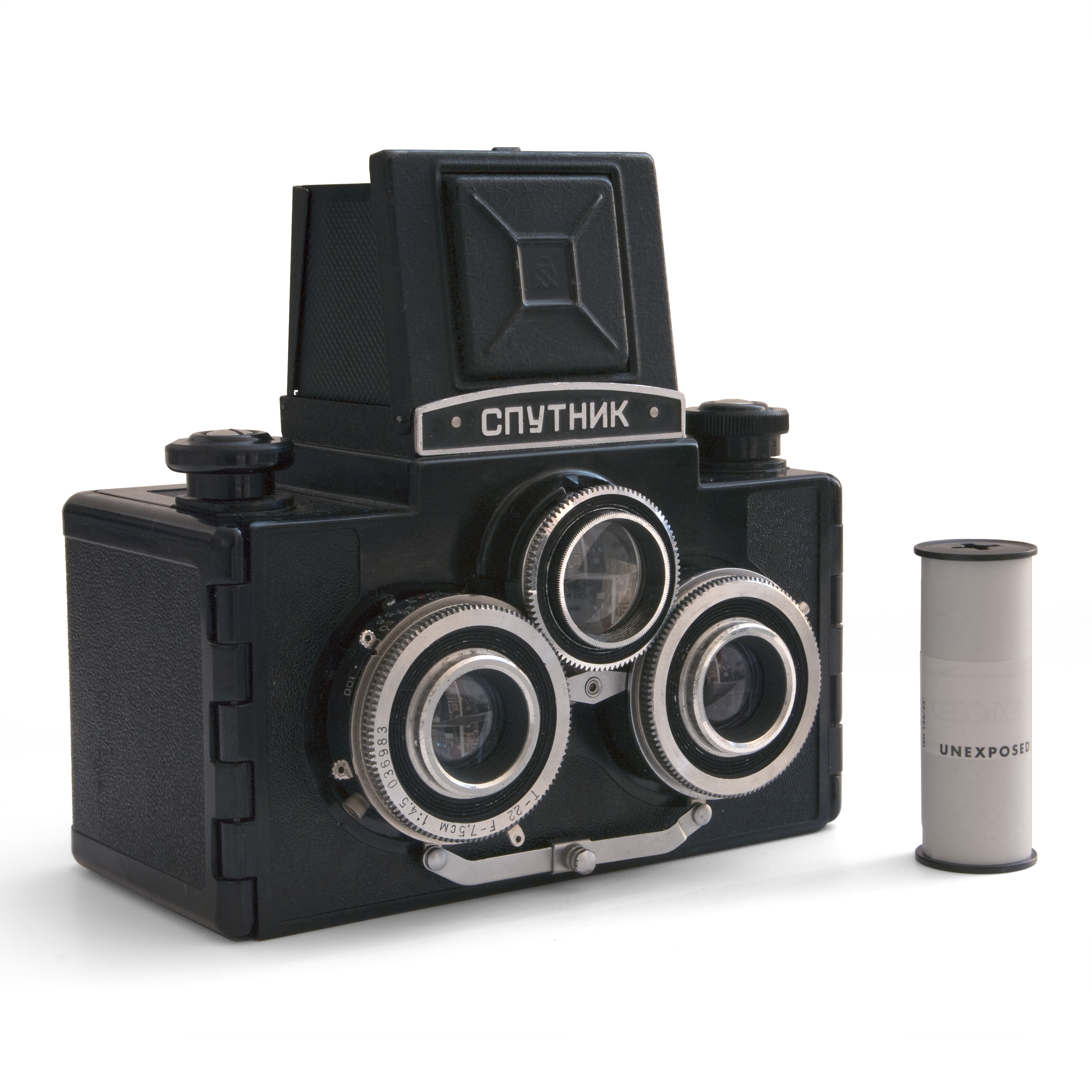
Câmera estéreo Sputnik, da Lomo. As lentes laterais captam imagens deslocadas entre si, e a lente central alimenta o visor.

### Câmera estereoscópica ou 3D
Uma câmera estereoscópica ou estéreo, ou ainda câmera 3D, é um tipo de câmera que permite capturar simultaneamente duas imagens ligeiramente distantes umas das outras, de maneira a simular a visão binocular humana. Isso permite que essas imagens sejam combinadas ou apresentadas com um efeito tridimensional, um processo conhecido como estereoscopia. Sua produção atingiu um pico entre os anos 1940 e 1960.
Esse tipo de câmera apresenta duas ou mais objetivas, com um sensor de imagem ou quadro de filme dedicado a cada lente. A distância típica entre as lentes em uma câmera estéreo, dita distância intra-axial, é de aproximadamente 6,35 cm, que corresponde grosso modo à distância entre os olhos humanos, por sua vez conhecida como distância intraocular. Contudo, algumas câmeras podem apresentar uma distância maior ou menor, ou permitir afastar e aproximas as lentes, e isso permite aumentar ou diminuir o efeito de tridimensionalidade resultante.

Além de seu uso mais evidente em fotografia e filme, câmeras estéreo também encontram outras aplicações práticas como, por exemplo, em veículos, permitindo detectar a largura de faixas de sinalização e a proximidade de um objeto na estrada.

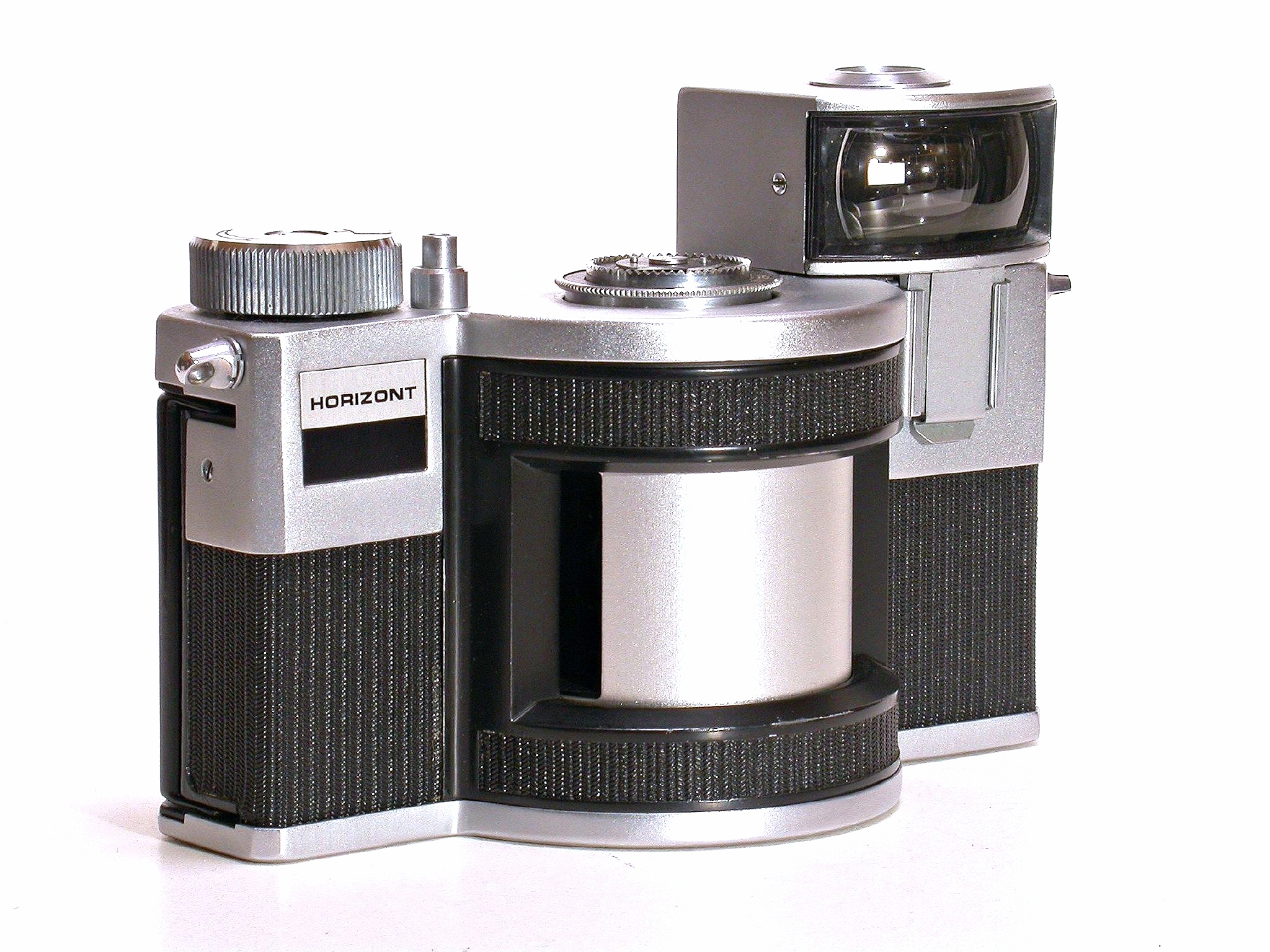
Câmera panorâmica russa Horizont. Sua lente gira em sentido horizontal, captando imagens amplas.

### Câmera panorâmica
Câmeras panorâmicas buscam capturar uma vista ampla de uma área circunvizinha, daí tirarem o seu nome da palavra panorama. Por motivos evidentes esse tipo de câmera é normalmente associado a fotografias de paisagem e natureza, mas câmeras panorâmicas podem ser usadas para realizar fotografias de uma variedade de temas.
Embora câmeras convencionais possam utilizar objetivas do tipo grande-angular, que permitem captar imagens com um ângulo de vista amplo, câmeras panorâmicas tendem a superar as possibilidades dessas objetivas por realizar imagens particularmente largas e que, em alguns casos, mantém relativamente precisas as proporções da imagem. Embora não haja uma definição formal da distinção entre uma imagem grande-angular e uma imagem panorâmica, essas últimas são geralmente referidas como aquelas que capturam um campo de vista comparável ou superior ao do olho humano, que é de 160° por 75°.
Câmeras fotográficas panorâmicas geralmente apresentam mecanismos que vão além de uma objetiva grande-angular, e que inclui, por exemplo, gráficos em uma tela ou dispositivos mecânicos que permitem realizar uma sequência de fotografias complementares e que posteriormente devem ser integradas, e um sistema de rotação controlada da objetiva, que permite capturar uma única imagem relativamente larga. Atualmente é possível fazer fotografias panorâmicas com o uso de câmeras fotográfica relativamente simples e scanners, e câmeras panorâmicas modernas constituem um equipamento voltado principalmente a aplicações profissionais.

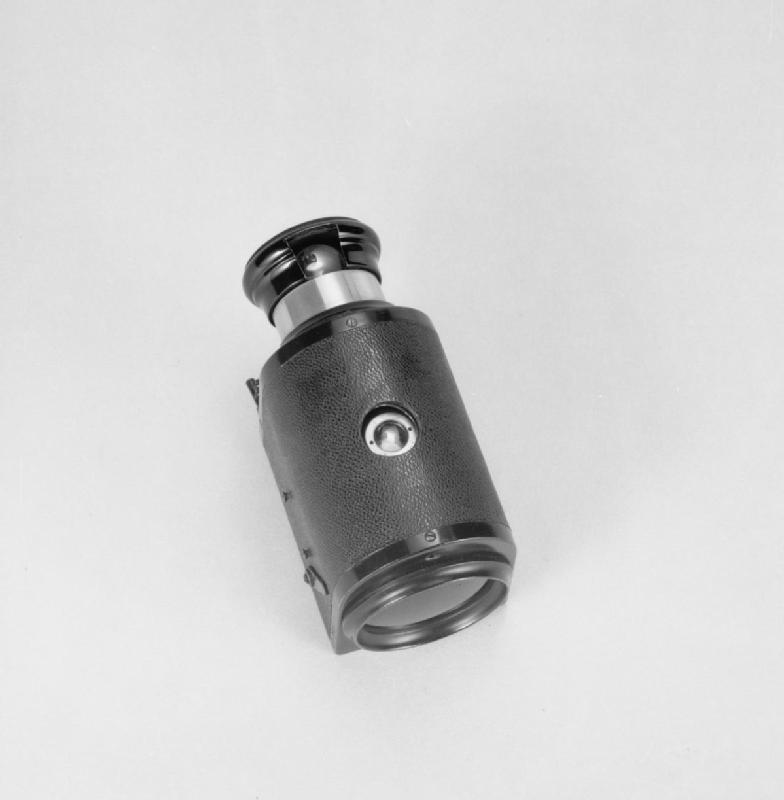
Câmera espiã com aspecto de monóculo, utilizada na Primeira Guerra Mundial.

### Câmera miniatura e subminiatura
Câmeras miniatura e subminiatura são equipamentos miniaturizados e que, em geral utilizam um filme ou possuem um sensor pequenos, distinguindo-se de câmeras para microfotografia, que registram imagens diminutas em microfilme, e para fotomicrografia, que realizam imagens de objetos extremamente pequenos.
Quando de seu lançamento, câmeras que utilizam filme de 35 mm eram consideradas câmeras miniatura, pois à época os filmes utilizados em fotografia e cinema eram consideravelmente mais largos. Essa definição continuou a ser utilizada principalmente durante a primeira metade do século XX, e câmeras para outros formatos de filme - notadamente filme 127 - também eram referidas por esse termo. Para distinguir essas câmeras de outras, que utilizam filmes menores do que 35 mm - por exemplo, 16 mm ou 9.5 mm - passou-se a designar essas últimas de subminiatura.

#### Câmera espiã
Por vezes câmeras subminiatura são classificadas como câmeras espiãs, pois o seu tamanho e peso diminutos tendem a permitir ocultá-las e dissimular o seu uso. Contudo, existe um número relativamente restrito de câmeras especializadas que buscam camuflar o seu uso não unicamente por seu tamanho reduzido, mas também por seu aspecto inconspícuo, normalmente o de outro objeto que passe despercebido. Essas câmeras, produzidas primariamente para uso militar, encontraram uma duradoura popularidade junto a amadores, dando origem a câmeras fabricadas especificamente para abastecer esse mercado.

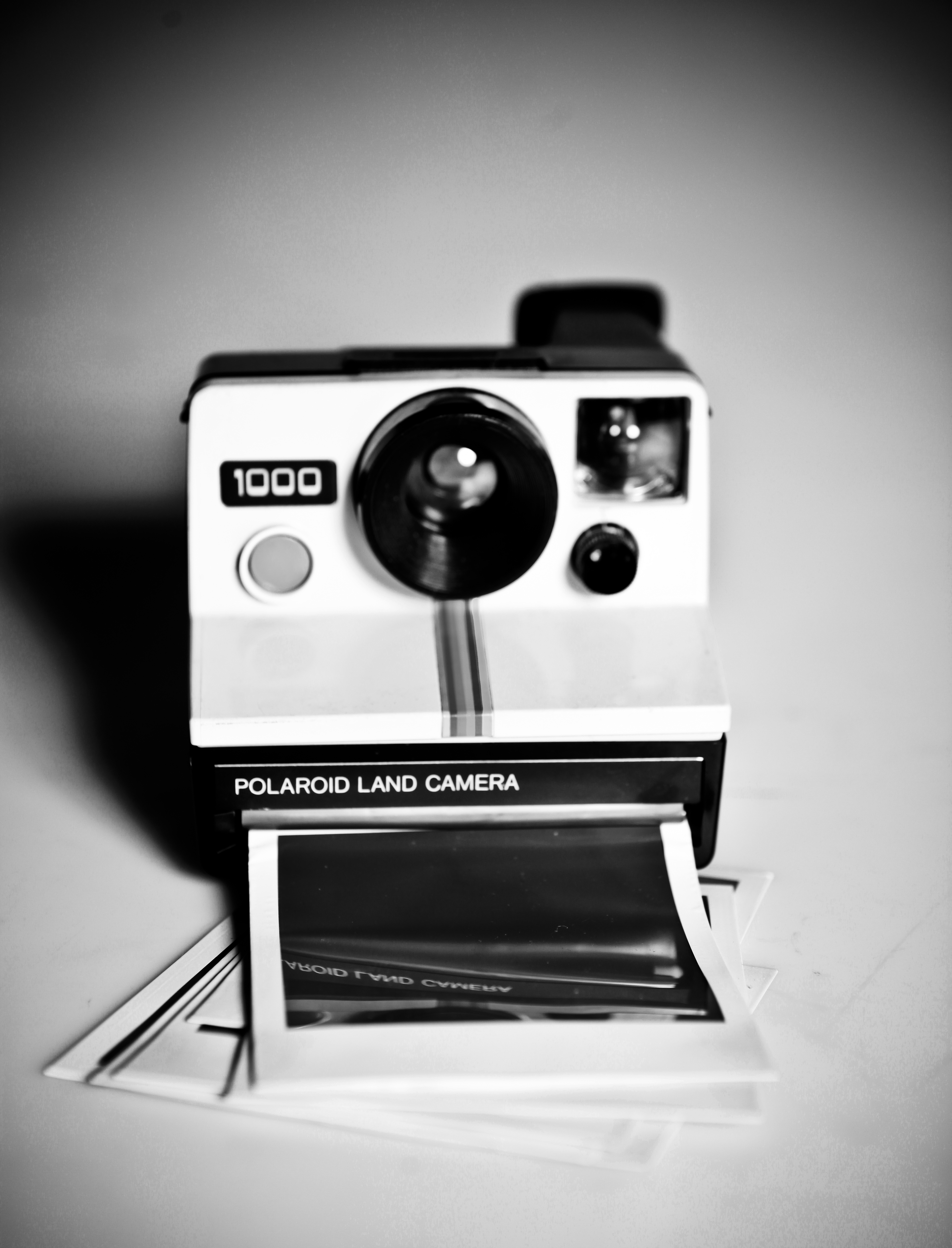
Polaroid Land Camera 1000. Câmeras instantâneas imprimem imediatamente as imagens fotografadas.

### Câmera instantânea
A câmera instantânea é um tipo de câmera que usa uma película capaz de gerar uma reação química para revelar a imagem fotografada logo após a sua captura. Embora o processo de fotografia instantânea tenha sido inventado em 1923 por Samuel Shlafrock, a invenção de câmeras instantâneas práticas e voltadas ao grande público é geralmente creditada ao cientista americano Edwin Land, que produziu em 1948 a primeira câmera instantânea comercial, a Land Camera modelo 95. A sua empresa, Polaroid, nas décadas seguintes se tornaria o principal nome do mercado de fotografia instantânea.
A funcionalidade dessas câmeras depende majoritariamente da própria película. Cada um dos quadros dela contém os produtos químicos necessários para revelá-lo, acondicionados em uma pequena bolsa localizada na borda inferior da fotografia (borda essa que dá a essas fotografias a sua forma icônica). Quando a foto é expelida, essa bolsa é rompida por dois rolos localizados na câmera, que também espalham uniformemente os químicos por toda a fotografia, revelando a imagem.

### Câmera de visor eletrônico oumirrorless
Uma câmera mirrorless (literalmente, sem espelho) é um aparelho digital que utiliza um sensor eletrônico para fornecer imagens a um visor eletrônico (EVF), e não um espelho móvel para direcionar a luz para um visor ótico, como nas câmeras SLR. Em comparação com essas últimas, câmeras mirrorless costumam ser menores, mais simples e leves, e, além disso, consideravelmente mais silenciosas. Embora desde os anos 2000 a maioria das câmeras eletrônicas produzidas não possuam espelhos, incluindo a totalidade das câmeras de telefones celulares e veículos e grande parte das câmeras compactas, geralmente essas câmeras não são classificadas como mirrorless, termo reservado a câmeras que utilizam lentes intercambiáveis.
Apesar de oferecerem diversas vantagens, câmeras mirrorless, em geral têm dificuldade em competir com outras câmeras voltadas ao mercado profissional, devido principalmente à dificuldade e ao custo de contarem com EVF que apresentem resolução, clareza e velocidade de resposta comparáveis às dos visores óticos. Notadamente, câmeras para uso profissional necessitam contar com um sistema de foco que seja particularmente rápido, e em câmeras mirrorless a velocidade de foco automático tende a ser menor.

### Câmera lambre-lambe ouview

Esquema de uma câmera view. Da esquerda para a direita: suporte de filme/vidro de focagem, padrão traseiro, plano do filme, plano da lente, padrão dianteiro, eixo da objetiva, base.

Uma câmera lambe-lambe ou view é uma câmera de grande formato em que a lente forma uma imagem invertida em uma tela de vidro fosco diretamente no plano do filme, e que é a mesma que será capturada. Após focar e compor a cena no vidro fosco, o fotógrafo o substitui por um filme, placa, ou sensor de imagem, que captará a imagem durante a exposição. No imaginário popular este tipo de câmera é associado com fotógrafos à la minuta ou lambe-lambe, sendo que a etimologia deste último termo pode estar associada ao processo de revelação das placas utilizadas por essas câmeras e, mais especificamente, ao fato de alguns fotógrafos tocarem a placa com suas línguas para verificar a ação dos químicos usados nesse processo.
Este tipo de câmera foi desenvolvida ainda na era do daguerreótipo e continua em uso, embora com muitos refinamentos. Elas contam geralmente com um fole flexível, que proporciona vedação à luz e o ajuste dos dois padrões, um que detém uma lente e outro que detém o suporte no qual são presos vidro de focagem e o filme. Dito de outro modo, o fole é uma estrutura plissada e flexível que acomoda o espaço entre a lente e o filme, que flexiona para acomodar o movimento dos padrões frontal e traseiro. O padrão frontal é uma placa na qual são acopladas uma lente e, geralmente, um obturador. Na outra extremidade do fole, o padrão traseiro é um quadro que contém uma placa de vidro fosco, utilizada para a focagem e compor a imagem, e que no momento da captura é substituída manualmente por um substrato.
Dependendo do tipo de câmera view, os padrões dianteiros e traseiros podem mover-se de várias formas em relação mutualmente, e isso proporciona um controle sobre o foco, a profundidade de campo e a perspectiva inexistente em outros tipos de equipamentos. Essas funcionalidades variam em cada das quatro subcategorias principais de câmeras view: câmeras de campo, câmeras jornalísticas, câmeras monotrilho e câmeras técnicas.

#### Câmera de campo oufield

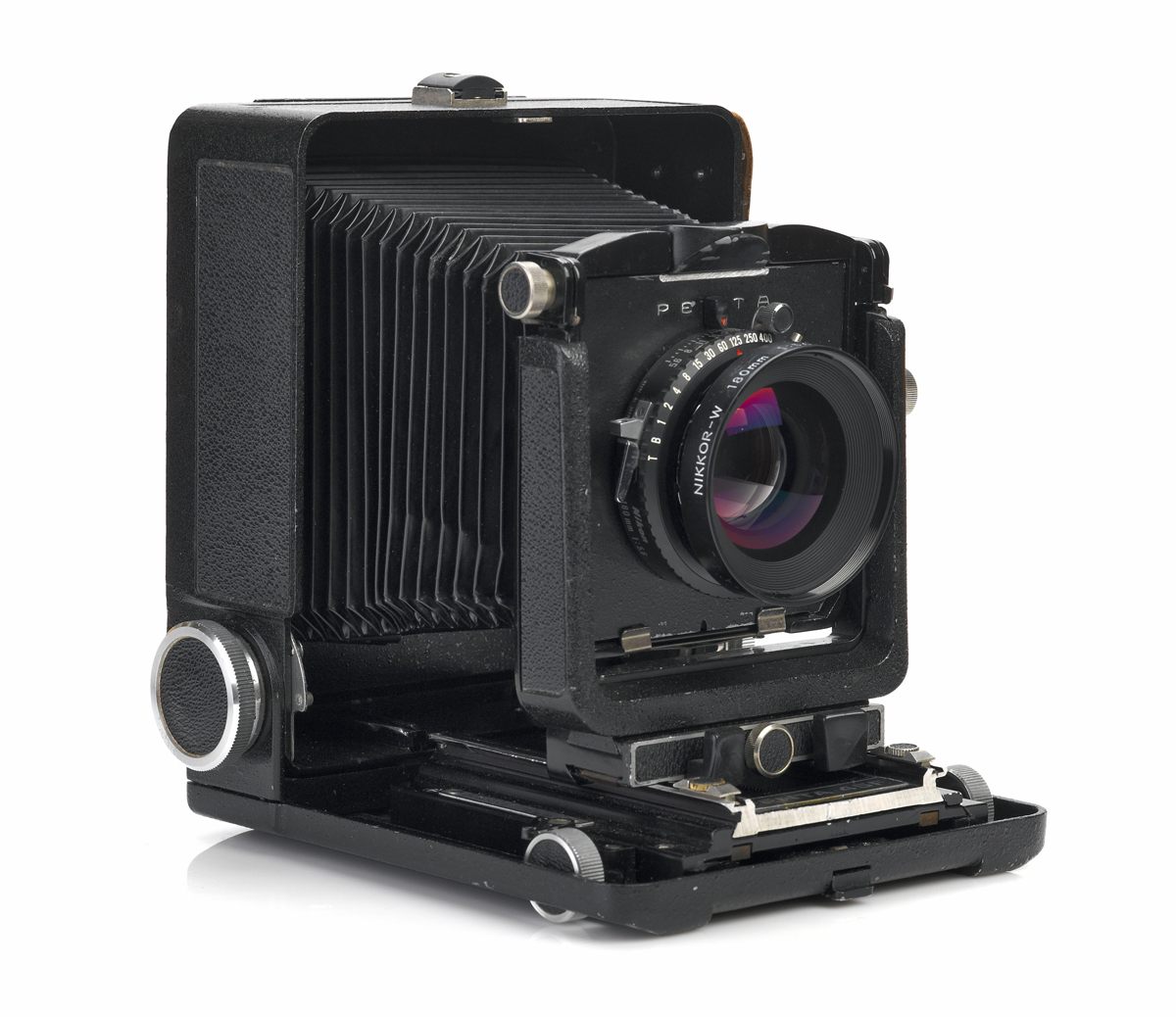
Câmera de campo Penta 45F.

Uma câmera de campo é uma câmera view que pode ser dobrada e que, portanto, é mais portátil. Embora em geral permitam uma amplitude limitada de movimentos em comparação com o que é oferecido por câmeras monotrilho, sua portabilidade faz com que por vezes sejam preferidas por fotógrafos que atuam em campo e não em um estúdio.
Equipamentos modernos deste tipo são pouco diferentes das primeiras câmeras de campo do século XIX, mas ao invés de caixas de madeira utilizam foles, que lhes permitem serem dobradas até tamanhos reduzidos, por vezes comparável ao de um livro. Além disso, o uso de filmes (ou sensor) de grande formato, a disponibilidade de objetivas nobres e sua construção lhes tornam capazes de produzir imagens de alta qualidade, conhecidas por criarem uma sensação tridimensional e representarem fidedignamente até mesmo os menores detalhes de uma cena. Por esse motivo, têm tradicionalmente sido o instrumento de preferência de fotógrafos de paisagem, como Ansel Adams e Edward Weston.

#### Câmera jornalística oupress

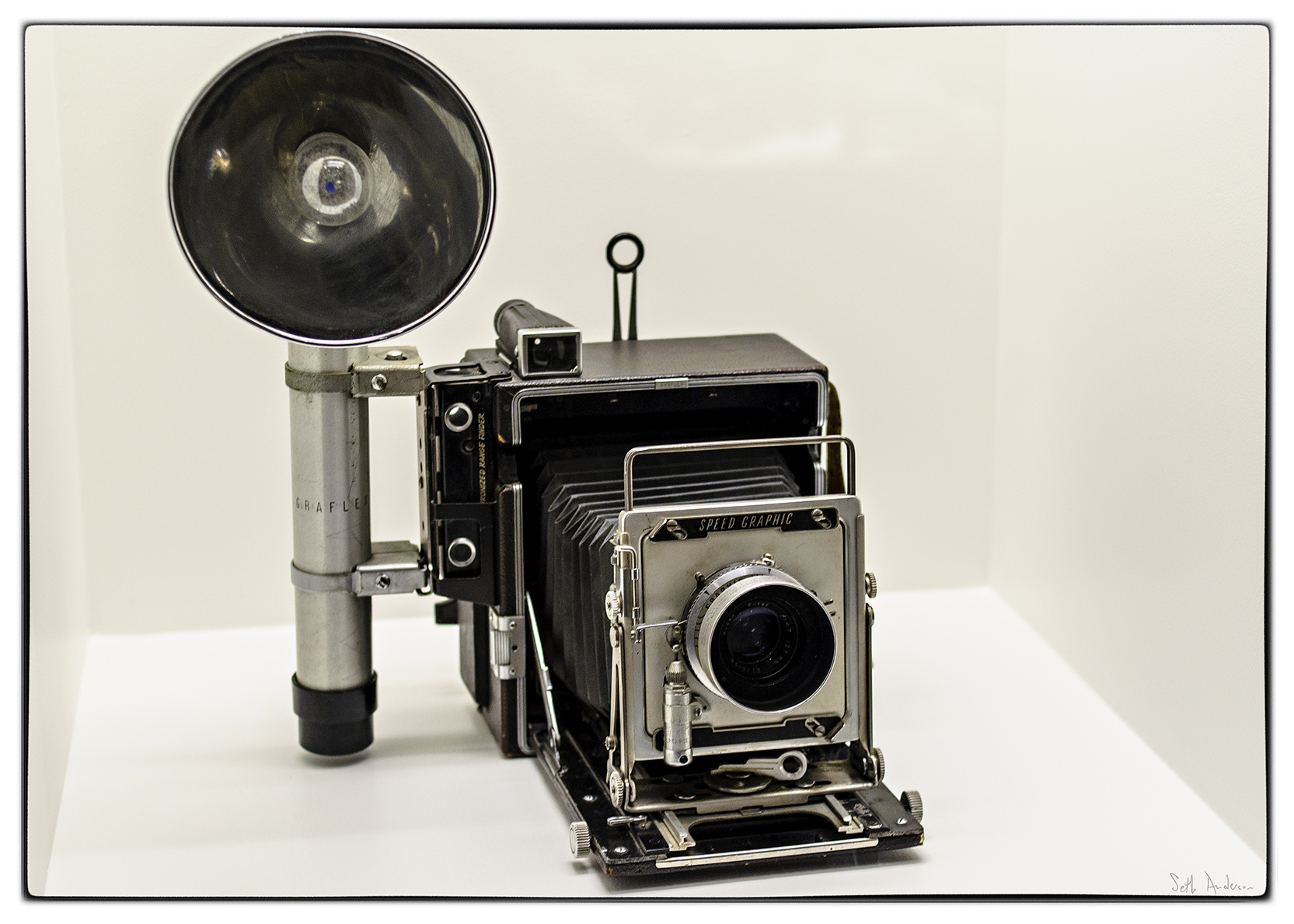
Uma câmera jornalística Speed Graphic.

Câmera jornalísticas são câmeras view de médio ou, menos comumente, de grande formato, que foram predominantemente utilizadas por fotógrafos da imprensa no início e em meados do século XX. A partir da década de 1960 este tipo de equipamento foi em grande medida substituído por câmeras do tipo rangefinder e SLR de filme 35 mm, e, posteriormente, por câmeras digitais. A câmera jornalística quintessencial é o modelo Speed Graphic da Graflex, usado, por exemplo, por Weegee.

#### Câmera monotrilho ou técnica

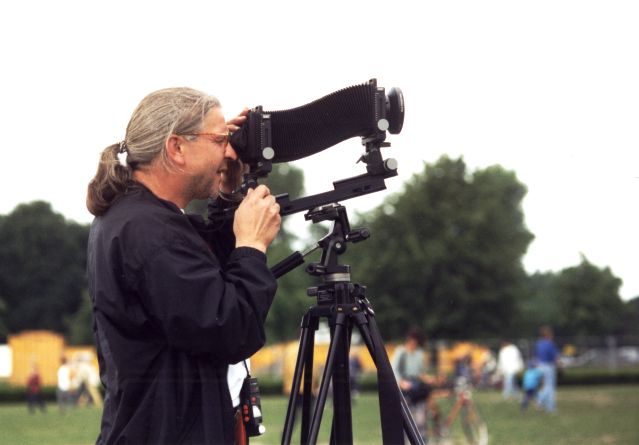
Fotógrafo operando uma câmera monotrilho ArcaSwiss.

Câmeras monotrilho são câmeras em geral de grande formato nas quais o plano dianteiro, o fole e o plano traseiro são montados em um trilho rígido, ao longo do qual deslizam até serem travados na posição desejada. Além disso, frequentemente os planos frontal e traseiro dessas câmeras podem ser deslocados verticalmente e inclinados, e isso confere a esses equipamentos extrema versatilidade e controles inigualáveis sobre o foco, a profundidade de campo e a perspectiva. Consequentemente câmeras monotrilho podem ser usadas para aplicações de alta precisão, como, por exemplo, em fotografia artística ou captando imagens de objetos muito pequenos, ou que requerem um aumento drástico do campo de foco. Por essas aplicações, são também chamadas câmeras técnicas.
Câmeras monotrilho, como câmeras de campo, normalmente gravam as suas imagens em filmes em folha, placas fotográficas ou, desde o advento das câmeras digitais, por sensores de imagem. Tipicamente o filme em folha ou sensor utilizado é dos tamanhos 4 x 5" (dito meia folha) ou 8 x 10" (dito uma folha), mas também existem aplicações para filmes 5 x 7" e 11 x 14".
O contraponto da versatilidade destas câmeras é o seu peso e tamanho, que geralmente implicam o seu uso para fotografias de elementos estáticos. Embora alguns modelos sejam mais compactos e projetados para uso em campo, em geral, câmeras monotrilho são usadas exclusivamente em estúdios fotográficos.

### Câmerafull-frame
A câmera fotográfica com sensor de imagem full-frame possui sensor de fotograma de 35 mm e assim fazem fotos mais amplas. O sensor maior é mais sensível à luz e produz uma imagem com área maior, campo de visão maior (multiplicador de comprimento focal).

### Câmera cropada
A câmera fotográfica com sensor de imagem cropado (cortado) possui um sensor menor que 35 mm, chamado sensor APS-C ("Sistema fotográfico avançado tipo C", do inglês "Advanced Photo System type-C"); este sensor possui o fator de corte e, assim faz foto mais fechada, capturando uma área menor (imagem cortada).

## Acessórios usuais
Dentre a grande diversidade de acessórios fotográficos existentes no mercado, os seguintes são os mais comumente associados às câmeras:

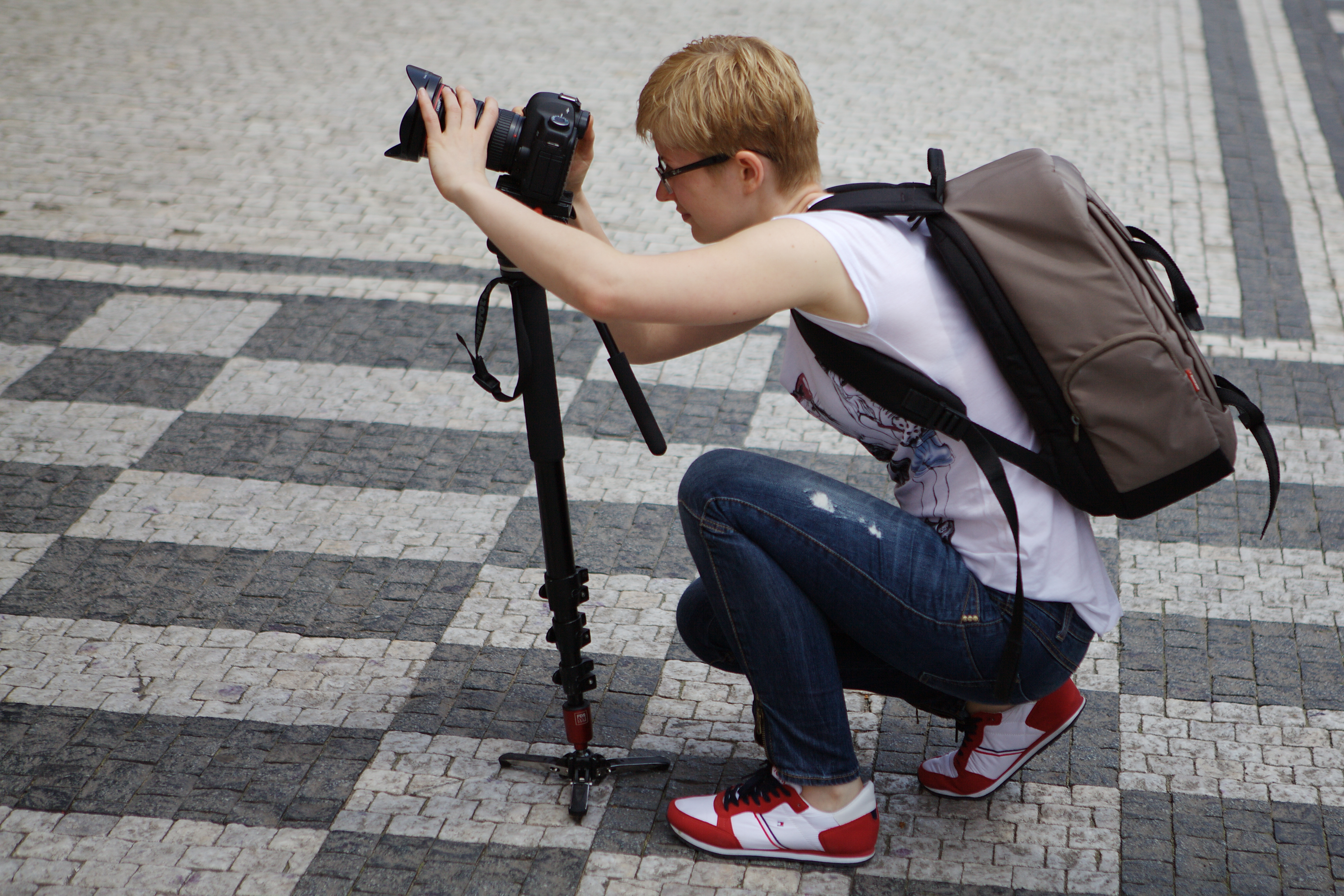
Fotógrafo usando um monopé.

### Tripé e monopé
Tripés são usados para estabilizar e elevar uma câmera, uma unidade de flash ou outro equipamento fotográfico. Tripés fotográficos possuem uma cabeça de montagem, na qual a câmera é acoplada. Existem diferentes modelos de cabeças de montagem, que apresentam desde um simples parafuso para prender a câmera, até recursos sofisticados que permitem realizar fotografias panorâmicas e controlar a inclinação de cada um dos eixos da câmera, dentre outros. Além disso, a solidez e estabilidade de cada tripé são características determinantes para sua escolha. Essas características normalmente variam em função do tipo de construção do tripé (pernas dobráveis, retrateis ou fixas), bem como em função dos materiais empregados nessa construção (tipicamente alumínio, fibra de carbono, aço, madeira ou plástico).

Por definição, todo o tripé tem três pernas, e acessórios para estabilizar câmeras que contam com apenas um pé são chamados monopés. Estes, têm como vantagem comparativa uma maior mobilidade e portabilidade, e são particularmente úteis, por exemplo, em fotografia de esportes.

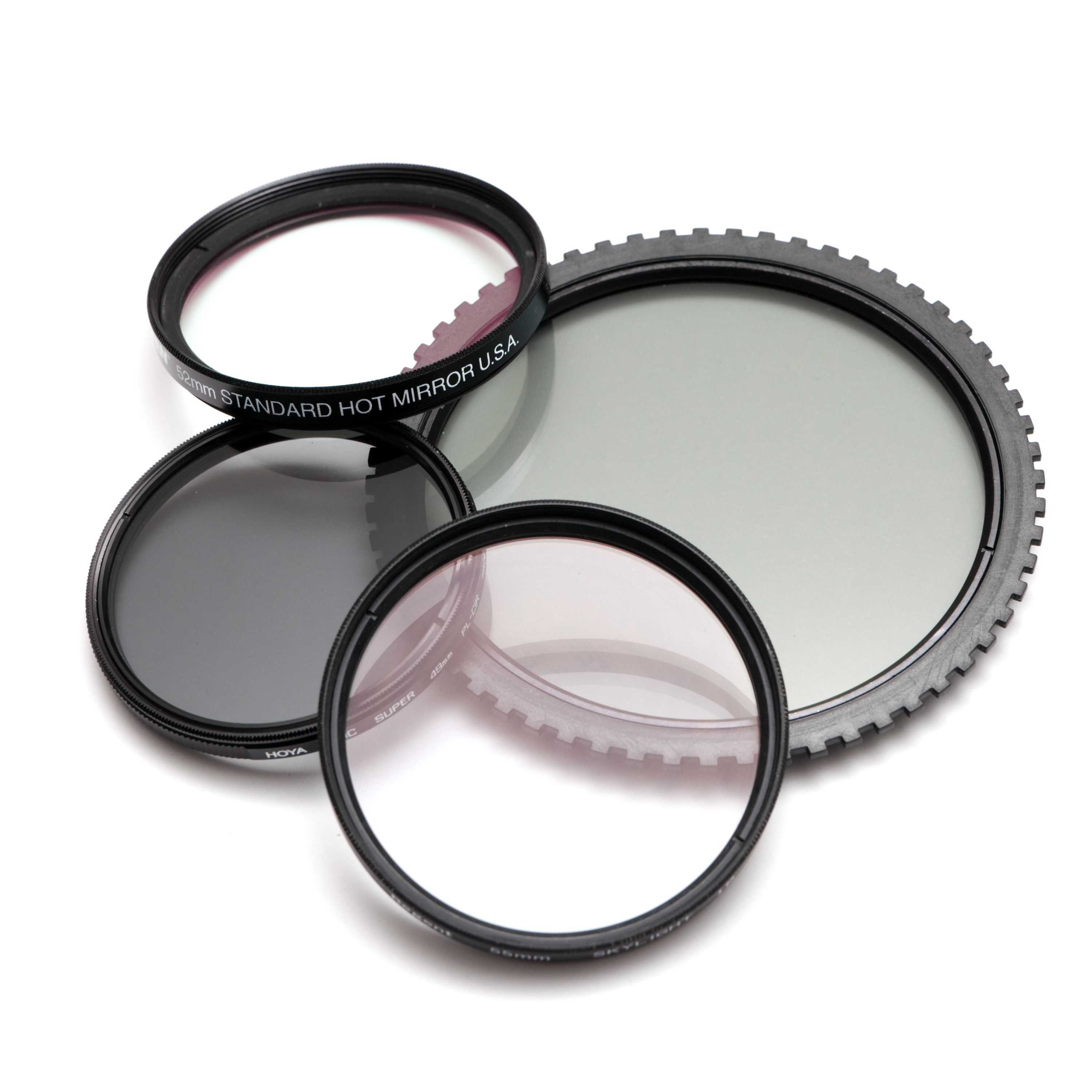
Conjunto de filtros óticos.

### Filtro ótico
Um filtro ótico é um acessório de plástico ou vidro que pode ser inserido no caminho óptico, normalmente à frente da objetiva. Filtros podem ter uma forma quadrada ou oblonga e serem montados num acessório de suporte, ou, mais comumente, consistirem em um disco rosqueado na parte da frente da objetiva. O uso de filtros visa modificar a luz e consequentemente as imagens captadas. O uso desse recurso é particularmente variado e permite realizar desde mudanças sutis nas imagens, até imagens que simplesmente não poderiam ser captadas sem o uso de filtros.
Em fotografia monocromática, filtros coloridos podem afetar o brilho relativo de diferentes cores, e assim um filtro vermelho, por exemplo, pode ser usado para aumentar o contrate entre flores vermelhas e folhagens verdes, escurecer um céu azul e produzir consequentemente o efeito de nuvens brancas, dentre outros efeitos. Outros filtros alteram o equilíbrio entre as cores das imagens, permitindo, por exemplo, compensar o tom amarelado da luz de lâmpadas incandescentes e obter uma imagem mais realista. Além disso, existem filtros que distorcem a imagem de um modo desejado, que aumentam a nitidez (por exemplo, direcionando a luz polarizada), filtram determinados trechos do espectro de luz (por exemplo, a radiação ultravioleta (UV)), ou acrescentam efeitos à imagem captada (por exemplo, dando um formato estrelado às fontes de luz).
Filtros óticos são utilizados em diversas áreas da ciência, especialmente em astronomia, onde auxiliam na redução da poluição luminosa captada. Contudo, embora esses filtros sejam essencialmente os mesmos filtros fotográficos, na prática, muitas vezes eles contam propriedades óticas e com um nível de precisão muito mais controlado.

A fotografia digital tornou redundante o uso de grande parte dos filtros, que frequentemente são substituídos por filtros digitais durante o pós-processamento. As exceções incluem o filtro UV, tipicamente usado para proteger o elemento frontal da lente, o filtro de densidade neutra, o filtro polarizador e o filtro de infravermelhos (IR).

Pára-sóis evitam a incidência direta da luz sobre a objetiva.

### Para-sol

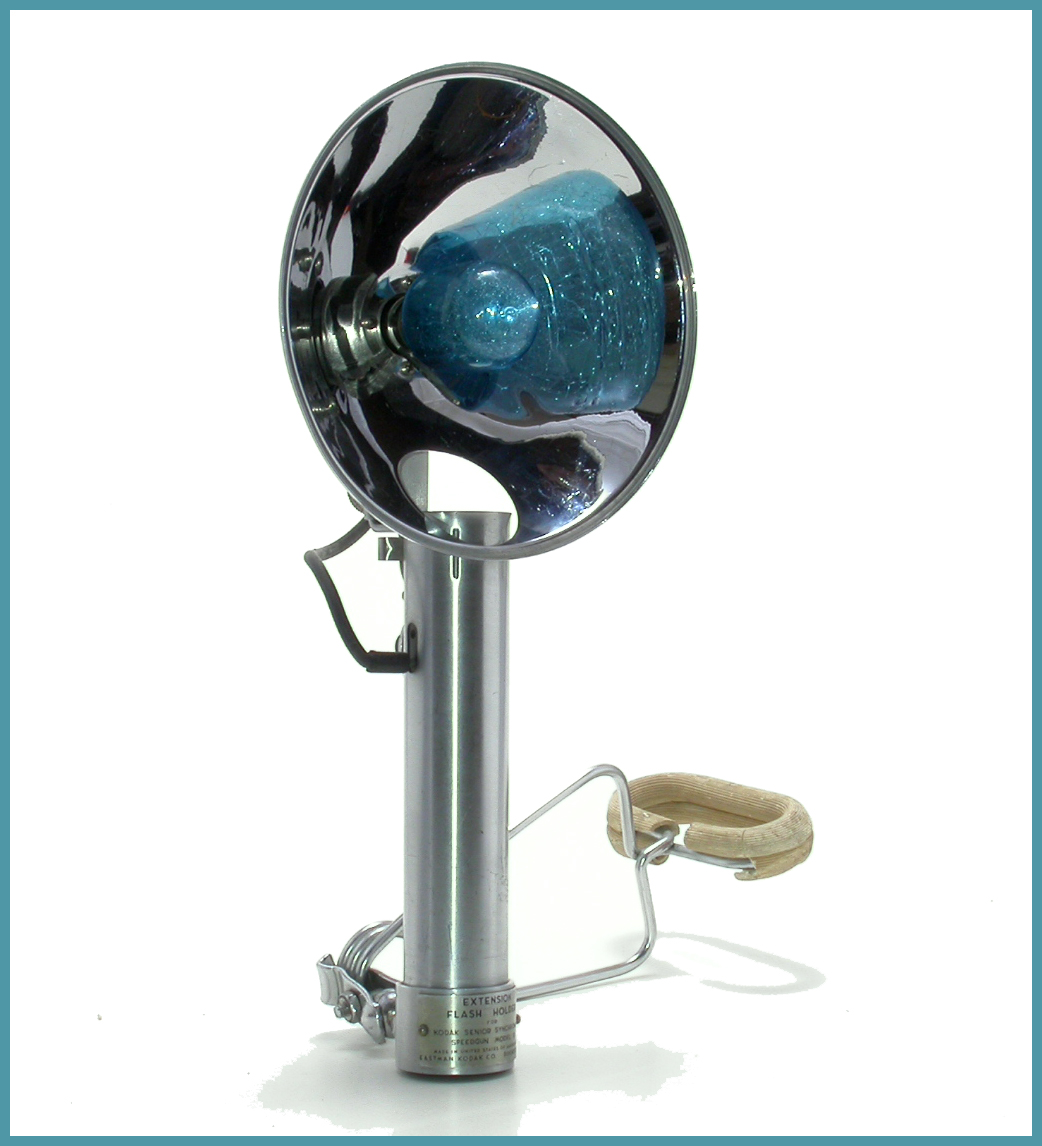
Unidade de flash com empunhadura.

Um para-sol, ou, mais informalmente, um capuz de lente, é um dispositivo usado na extremidade dianteira de uma objetiva para bloquear partes dos raios de sol ou de outras fontes de luz, evitando que esses raios incidam diretamente sobre a lente e causem Lens flare e clarões, duas aberrações óticas. Para-sóis também podem ser utilizados para proteger a objetiva e os seus elementos frontais, evitando o uso de tampas de lente, que devem ser removidas antes do uso do equipamento e, portanto, podem retardar a captura de imagens inesperadas.

Existe uma grande diversidade de para-sóis disponíveis no mercado, e a sua possível compatibilidade com uma câmera deve levar em consideração ao menos três fatores: a distância focal da objetiva utilizada, o tamanho do elemento de lente frontal e as dimensões do sensor de imagem ou filme na câmera. Além disso, existem formatos variados de para-sóis com finalidades distintas, como, por exemplo, aquele dito de pétala, tulipa ou flor, que permite bloquear a luz dispersa sem interromper a luz dos cantos da imagem, reduzindo assim a quantidade de vinheta da imagem final.

### Flash
Um flash é um dispositivo usado para produzir luz artificial, para iluminar uma cena. Isso pode ser desejável por uma série de motivos que incluem melhorar a clareza de uma cena, reduzir o tempo de exposição e consequentemente poder operar a câmera sem o uso de um tripé, captar em detalhe objetos em movimento, obter exposições mais equilibradas mesmo em condições de luz do dia e dirigir a atenção do espectador a pontos específicos da imagem. Consequentemente, um flash pode ser usado como uma ferramenta criativa altamente eficaz.
Atualmente a maioria dos dispositivos de flash são eletrônicos, mas historicamente a mesma função era atingida, embora com menor precisão, com o emprego de pós inflamáveis (notadamente a base de magnésio) e lâmpadas descartáveis. A primeira câmera a apresentar um flash integrado foi a americana Spartus Press Flash, de 1939, e desde então gradualmente esse tipo de construção popularizou-se. Contudo, alguns equipamentos, principalmente para uso profissional, permitem acoplar unidades de flash separadas, e estúdios de fotografia também utilizam unidades de flash independentes, que devido ao seu tamanho e potência podem ser alimentadas por baterias ou conectados à rede elétrica. Nesses casos, as unidades de flash são sincronizadas com a câmera por dispositivos com ou sem fios, ou ainda através dos chamados escravos, que são dispositivos que captam a luz do flash integrado à câmera e disparam as demais unidades de flash presentes no ambiente.

### Disparadores remotos

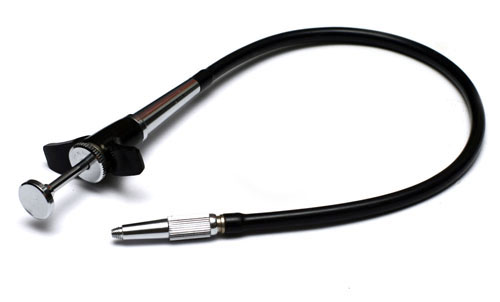
Um cabo de disparo remoto.

Disparadores remotos são dispositivos que permitem ao fotógrafo disparar a câmera sem contato direto com ela, e que consequentemente permitem ao fotógrafo realizar fotografias de longa exposição sem perturbar a captura.
Existem duas categorias principais de disparadores remotos: sem fio ou a cabo. Disparadores a cabo são dispositivos mecânicos aparafusados à câmera, e equipamentos mais recentes podem ou não os aceitar. Disparadores sem fio comunicam-se diretamente com a câmera, caso ela tenha essa capacidade, ou com um receptor acoplado a ela. Neste caso, a câmera deve possuir uma entrada compatível com essa tecnologia.